# الخط الزمني للحوسبة 2020–الوقت الحاضر
تقدم هذه المقالة جدولًا زمنيًا مفصلاً للأحداث في تاريخ الحوسبة من عام 2020 حتى الوقت الحاضر. بالنسبة للسرد الذي يشرح التطورات الشاملة، راجع تاريخ الحوسبة.
تشمل الأحداث البارزة في الحوسبة الأحداث المرتبطة بشكل مباشر أو غير مباشر بالبرمجيات، والأجهزة، والحواسب الحيوية.
يُستثنى (إلا في حالات وجود تداخل وظيفي كبير) ما يلي:
- الأحداث المتعلقة بالروبوتات العامة
- الأحداث المرتبطة باستخدام أدوات الحوسبة في التقنية الحيوية والمجالات المشابهة (باستثناء التحسينات في أدوات الحوسبة الأساسية)، بالإضافة إلى الأحداث في مجال علم النفس الإعلامي ما لم تكن مرتبطة مباشرة بأدوات حوسبة.

ما يُستثنى حاليًا:
- الأحداث المتعلقة بعدم أمان الحواسيب/القرصنة/الحوادث/خروقات البيانات/الصراعات على الإنترنت/البرمجيات الخبيثة، إذا لم تكن أيضًا تتعلق بمحطات بارزة نحو تعزيز أمن الحواسيب.
- الأحداث المتعلقة بالحوسبة والاتصالات الكمية
- الأحداث الاقتصادية أو تلك المتعلقة بسياسة التقانة الجديدة التي تتجاوز توحيد المعايير

نمو أداء حاسوب فائق، استنادًا إلى بيانات من موقع top500.org. المحور العمودي y اللوغاريتمي يُظهر الأداء بوحدة ج فلوبس.
الأداء المجمع لـتوب 500
أسرع حاسوب فائق
الحاسوب الفائق في المرتبة 500

نسبة أنظمة التشغيل المستخدمة في حواسيب توب 500 الفائقة حسب الزمن

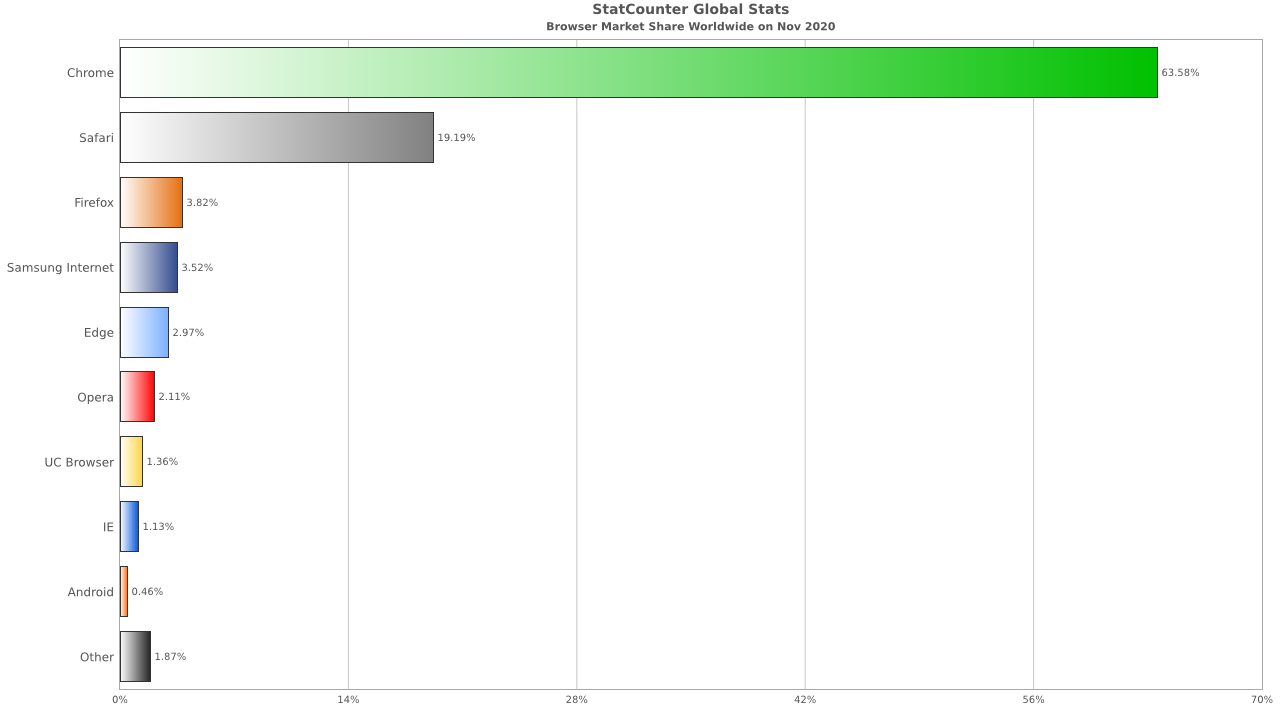
حصة استخدام متصفحات الويب في نوفمبر 2020 وفقًا لعداد الإحصائيات

## 2025

### الذكاء الاصطناعي
- في 14 يناير، أجرت صحيفتا «نيويورك تايمز» و«نيويورك ديلي نيوز» ومركز التقارير الاستقصائية جلسة استماع في دعوى قضائية مشتركة ضد أوبن أيه آي.[1]
- طوّرت شركة أوبن أيه آي نموذجًا يُسمى "جي بي تي 4 بي-ميكرو"، يقترح طرقًا لإعادة هندسة عوامل البروتين لجعلها أكثر فعالية.[2]
- أصدرت «ديب سيك» نموذج ديب سيك-آر 1 في 20 يناير، وهو نموذج لغوي كبير يعتمد على ديب سيب-ڤ3 ويستخدم عملية سلسلة التفكير المشابهة لأوبن أيه آي.[3]

## 2024

### الذكاء الاصطناعي
- أظهرت دراسة قائمة على الذكاء الاصطناعي ولأول مرة أن بصمة إصبع الأصابع المختلفة للشخص نفسه تشترك في تشابهات قوية يمكن اكتشافها.[4][5]
- تشير تجربة أولية إلى أن النموذج اللغوي الكبير يمكن أن يُستخدم للتلاعب الموجّه عبر الإنترنت، إذ يكون أكثر إقناعًا من البشر عند استخدام المعلومات الشخصية.[6][7]
- من الابتكارات البارزة: أصدرت منظمة لايون النسخة الأولى من BUD-E، وهو ذكاء اصطناعي مفتوح المصدر يحاكي صوت الإنسان بالكامل،[8] كما تم إصدار نظام تصنيف المخلفات قادر على التمييز بين أكثر من 500 فئة من النفايات،[9] ووصف الباحثون واجهة بيئية لنماذج نموذج الأساس متصلة بالعديد من واجهة برمجة التطبيقات لتأدية مهام فرعية متخصصة،[10] كما تم فتح مصدر بوت الدردشة غروك إلى حد كبير.[11][12]

### العتاد
- وصف الباحثون تقنية لأقراص تخزين ضوئي بحجم بت، قادرة على تخزين مليون فيلم على قرص بحجم دي في دي.[13][14]

### انتشار الإنترنت
- وفقًا لما ذكره الاتحاد الدولي للاتصالات، بلغ عدد مستخدمي الإنترنت حول العالم 5.5 مليار شخص في عام 2024، أي أن أكثر من ثلثي سكان العالم باتوا متصلين بالشبكة.[15][16]

## 2023

### الذكاء الاصطناعي

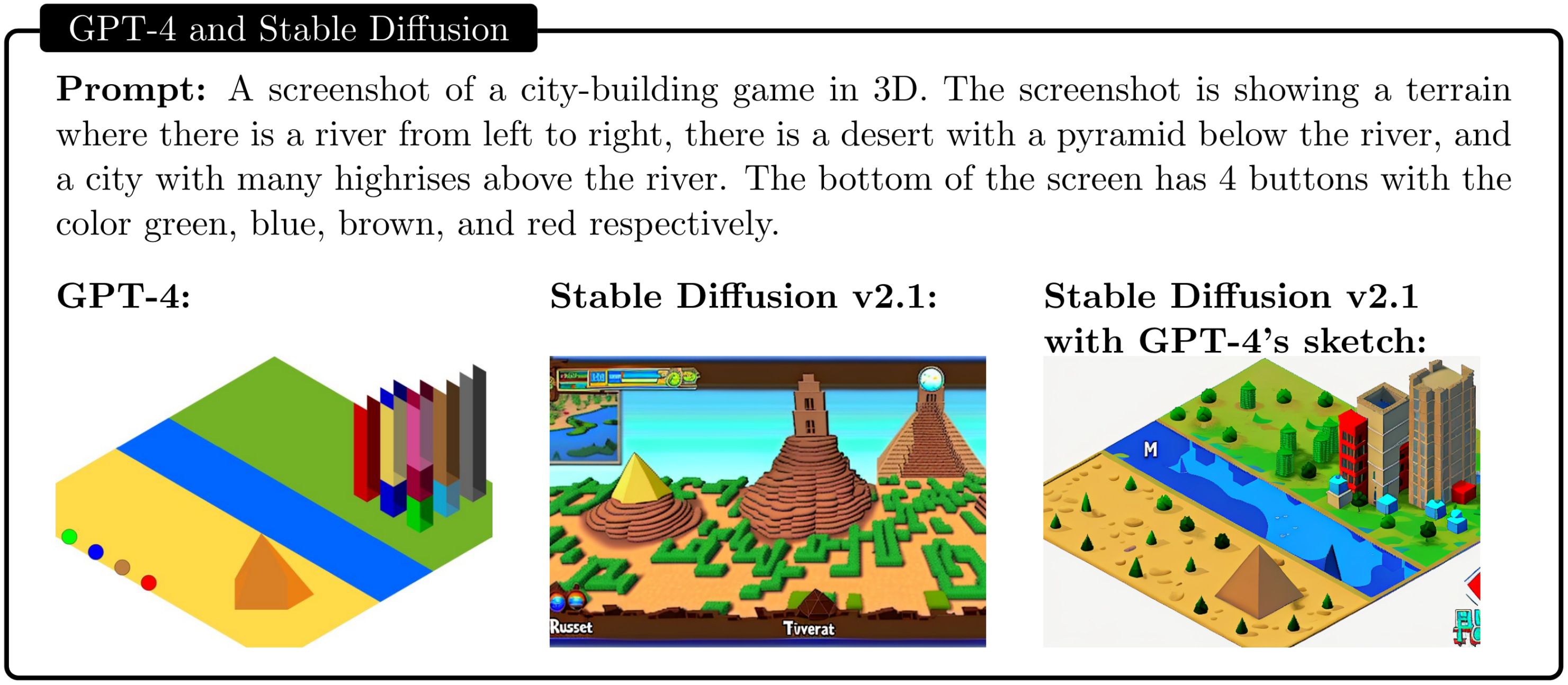
دمج GPT-4 وستيبل ديفيوجن لإنتاج فن من الرسومات التخطيطية

- أصبح بوت دردشة والذكاء الاصطناعي المولد للنصوص، شات جي بي تي (أُصدر في 30 نوفمبر 2022)، وهو نموذج لغوي كبير، شائعًا، حيث اعتبر البعض أن اهتمام العامة المفرط به ليس في محله، نظرًا لمحدودية التطبيقات المحتملة له. برامج مشابهة مثل «Cleverbot» كانت موجودة منذ سنوات عديدة، وهذا النوع من البرمجيات ليس موجهًا أساسًا نحو الدقة — فعلى سبيل المثال، يقدم أحيانًا إجابات تبدو موثوقة لكنها غير صحيحة، ويعمل "من دون علم دلالة الألفاظ سياقي" — بل يركز بشكل أساسي على محاكاة اللغة البشرية بطريقة تبدو أصيلة.[18][19][20][21][22] تُقدر أعداد المستخدمين النشطين بعد شهرين فقط من إطلاقه بنحو 100 مليون مستخدم.[23] قد تشمل التطبيقات المحتملة له حل أو دعم مهام الكتابة المدرسية،[24] وعمليات ذباب إلكتروني خبيثة (مثل معلومات مضللة، الدعاية، والاحتيال)،[25][26] وتقديم الإلهام (مثل فن الذكاء الاصطناعي أو في مجالات التصميم والتصور بشكل عام).[27][28]
- أطلقت شركة غوغل بوت دردشة يُدعى جيمناي نتيجةً لتأثّرها بإصدار شات جي بي تي،[29] مع احتماليّة دمجه في محرّك بحث الويب الخاص بها، وكذلك استخدامه كـأداة برمجة، على غرار برمجيات شات جي بي تي.[30]
- أطلقت دك دك غو ميزةً تجريبيّة تُدعى «DuckAssist»، مدمجة ضمن محرّك بحثها، وتعتمد على الذكاء الاصطناعي في مشاريع ويكيميديا للإجابة على استفسارات البحث التي تأخذ صيغة الأسئلة. وقد أُغلِقت هذه الميزة في 12 أبريل دون توضيح للأسباب.[31][32][33]
- شهدت النماذج اللغويّة الضخمة (LLMs)، ومنها شات جي بي تي، تطوّرات إضافيّة لاستخدامها كواجهاتٍ لمستخدمي ويكيبيديا أو كبرمجياتٍ تستفيد من المعرفة المُنظّمة فيها، وذلك من قِبَل مطوّرين وباحثين آخرين.[34][35] ويُحتمل أن يُمثّل هذا اتّجاهاً بديلاً عن شات جي بي تي، إذ إنّ خوارزميّاته الجوهريّة لا تهدف إلى توليد نصوصٍ دقيقة من الناحية الواقعيّة، ما قد يؤدي إلى هلوسة، أو استشهاداتٍ زائفة، أو معلومات مضللة على نحوٍ أوسع.[36][37] وقد تُقدّم منصّة «Elicit.org» بديلاً مجانيّاً لهذه الأداة.[38][39] أما البديل الأشمل لتطبيقات الأسئلة والأجوبة في هذه البرمجيّات، واستخدام توليد النصوص في المهام التعليميّة، فقد يكون في تعزيز تربية إعلامية وإلمام رقمي ضمن أنظمة تعليم حديثة.
- شملت التطوّرات الإضافيّة في النموذج اللغوي الكبير خلال ما أُطلق عليه "طفرة الذكاء الاصطناعي" ما يلي: نسخًا محليّة أو مفتوحة المصدر من لاما، والذي جرى تسريبه عبر الإنترنت في مارس،[40][41][42] كما أفادت وسائل إعلاميّة عن أداة Auto-GPT المبنيّة على GPT-4، والتي تستخدم أوامر اللغة الطبيعيّة وتستعين بالإنترنت وأدوات أخرى في محاولة لفهم المهام وتنفيذها، رغم أنّ فاعليّتها العمليّة ما زالت غير واضحة أو محدودة حتى الآن.[43] كما اقترحت مراجعةٌ منهجيّة لإجابات أربعة "محرّكات بحث توليديّة" أنّ نواتجها "تبدو غنيّة بالمعلومات، لكنها كثيرًا ما تحتوي على عبارات غير مدعومة ومراجع غير دقيقة".[44] كما طُوِّرت أداةٌ مفتوحة المصدر ومتعدّدة الوسائط لفهم وتوليد الكلام.[45] كما دعا أحد علماء البيانات إلى ضرورة تعاون الباحثين من أجل تطوير نماذج لغويّة مفتوحة المصدر تكون قابلة للتفسير ومستقلّة.[46] كما أطلقت شركة ستابيليتي أيه آي نموذجًا لغويًا كبيرًا مفتوح المصدر.[47]
- وقد أظهرت شركة إنفيديا طريقةً لتحرير مشاهد حقل الإشعاع العصبي، وهي تقنية وسائط جديدة تعود إلى عام 2020،[48] باستخدام أوامرٍ بلغة طبيعيّة.[49][50]
- رسالة مفتوحة بعنوان "إيقاف تجارب الذكاء الاصطناعي العملاقة" أطلقها معهد مستقبل الحياة دعت إلى "توقف معامل الذكاء الاصطناعي فورًا ولمدة لا تقل عن 6 أشهر عن تدريب أنظمة ذكاء اصطناعي تتجاوز قوتها GPT-4"، بسبب "مخاطر عميقة على المجتمع والبشرية".[51][52] وقد حازت الرسالة على اهتمام إعلامي واسع وأسهمت أيضًا في إثارة التكهنات حول الإمكانات المتوقعة للنماذج اللغوية الكبيرة. في ذلك الوقت، كان هناك تغطية إعلامية موسعة لوجهات نظر تعتبر شات جي بي تي خطوة نحو ذكاء عام اصطناعي أو نحو آلات واعية، بما في ذلك بعض الأعمال الأكاديمية (مثل مطبوع أولي شهير أصدرته إحدى الشركات).[17] ومع ذلك، قد لا تمثل هذه التغطية وجهات نظر غالبية الخبراء؛ فقد أشار بعض الباحثين إلى أن القدرة على توليد نص مترابط وتقليد اللغة لا تعني بالضرورة فهم اللغة.[53] من بين التقنيات قيد التطوير آنذاك كانت تقنيات تصحيح ذاتي للكود أو النص.[54]
- أظهر شات جي بي تي تفوقًا على الأطباء البشر في الرد على الأسئلة الطبية عبر الإنترنت، عند قياس جودة الإجابات وتعاطفها من قِبل "فريق من المتخصصين المرخصين في الرعاية الصحية"،[55][56] على الرغم من أن روبوت الدردشة قد يكون قد تم تدريبه مسبقًا على هذه ريديت سؤال.
- أفادت وسائل الإعلام عن نسخة أولية تناولت تطوير برنامج نموذج لغوي كبير قادر على معالجة اللغة الطبيعية للأسئلة الطبية بدقة تبلغ 67.6% في MedQA، واقترب في الأداء من أداء الأطباء البشريين عند الإجابة على الأسئلة الطبية المفتوحة، ويُعرف هذا النموذج باسم Med-PaLM. يستخدم الذكاء الاصطناعي خوارزميات لفهم واستدعاء المعرفة والتفكير الطبي العقلي. ومع ذلك، لا يزال أداؤه دون مستوى الأطباء.[57][58][59] حتى عام 2023، لا يزال البشر غالبًا – إن لم يكن في معظم الأحيان – يعتمدون على المعلومات الصحية على الإنترنت و/أو إجراء زيارة الطبيب الفعلية للحصول على معلومات صحية، على الرغم من التحديات المختلفة،[60][61][62][63] ويرجع ذلك جزئيًا إلى أنهم لم يتلقوا عادةً أي تدريب رسمي في تربية إعلامية،[64] أو إلمام رقمي[65][66] أو ثقافة صحية،[67] باعتبار أن هذه المهارات تُدرّس ضمن تعليم عام 2023.[64][65][67]
- أُبلغ عن نهج جديد يُحتمل أن يكون أكثر كفاءة بشكل ملحوظ في نموذج توليد الصور من النص، كما هو مُنفذ في MUSE.[68][69]
- أُبلغ عن أول عملية ذاتية ناجحة طويلة الأمد، بما في ذلك قتال جوي مُحاكى، لطائرة جنرال دايناميكس إف-16 فايتينغ فالكون معدّلة، X-62A، نفذتها برمجيتان ذكيتان.[70][71][72]
- أُبلغ عن نظام تصنيع كلامي يُدعى VALL-E، يمكن تدريبه على تقليد صوت الإنسان لأي شخص باستخدام ثلاث ثوانٍ فقط من بيانات الصوت، وقد يُنتج أكثر النتائج طبيعية حتى الآن، وذلك في مسودة أولية.[73][74]
- أُبلغ في مسودة أولية عن استخدام نماذج عالمية متعددة المجالات، مثل DreamerV3، لاتخاذ قرارات ضمن مجالات متنوعة باستخدام عوالم ثلاثية الأبعاد مختلفة وتكرارات مكافآت متباينة، وقد تفوق هذا النهج على الأساليب السابقة، ويُعد خطوة نحو ذكاء عام اصطناعي.[75][76]
- تم الإبلاغ عن نموذج لغوي كبير، يُدعى ProGen، يمكنه تصميم البروتينات بوظائف متوقعة، استنادًا إلى مدخلات تتضمن وسومًا تُحدد خصائص البروتين.[77][78]
- تم الإبلاغ عن نموذج تعلم متعمق، يُدعى ZFDesign، لتصميم إصبع الزنك لأي هدف جينومي لتحرير الجينات وتعديل علم التخلق.[79][80]
- تم الإبلاغ عن برنامج لتوليد مشاهد ثلاثية الأبعاد ديناميكية (فن الذكاء الاصطناعي)، يُدعى MAV3D.[81][82]
- أشارت دراسة إلى تطوير خوارزميات تعلم متعمق لتحديد مرشحي التوقيع التكنولوجي، حيث عُثر على 8 إشارات محتملة من خارج الأرض لم يتم اكتشافها سابقًا.[83][84]
- نشرت الحكومة الأمريكية اقتراحًا يتعلق بقاعدة آمرة في القانون الدولي وبالحد من التسلح لتطبيقات الذكاء الاصطناعي (مثل الأسلحة الفتاكة ذاتية التشغيل واتخاذ القرارات العسكرية)، بعنوان "الإعلان السياسي بشأن الاستخدام العسكري المسؤول للذكاء الاصطناعي والاستقلالية".[85][86][87] أدى أول مؤتمر دولي حول الذكاء الاصطناعي العسكري إلى بيان مشترك غير ملزم من الولايات المتحدة والصين ودول أخرى، مع دعوات خارجية لبدء مفاوضات بشأن قانون دولي أو آليات تطبيق.
- تمت الموافقة على أول دواء في العالم لمكافحة كوفيد-19 تم تصميمه باستخدام الذكاء الاصطناعي المولد، لاستخدامه البشري، ومن المتوقع أن تبدأ التجارب السريرية في الصين. طُوّر الدواء الجديد، ISM3312، بواسطة شركة Insilico Medicine.[88]
- أُطْلِق النموذج اللغوي الكبير المحول المولد مسبق التدريب 4 من قِبَل أوبن أيه آي.[89][90] واصل هذا النموذج وتشات جي بي تي المبني عليه تلقي اهتمام إعلامي عالمي واسع.
- اقترح الباحثون أن تزايد تأثير الصناعة في أبحاث الذكاء الاصطناعي يعني أن "البدائل ذات الاهتمام العام للأدوات المهمة في الذكاء الاصطناعي قد تصبح أكثر ندرة".[91]
- كشفت شركة قوقل عن بالم، وهو نموذج لغوي متعدد الأوضاع مجسّد، يضم 562 مليار معلمة.[92][93]

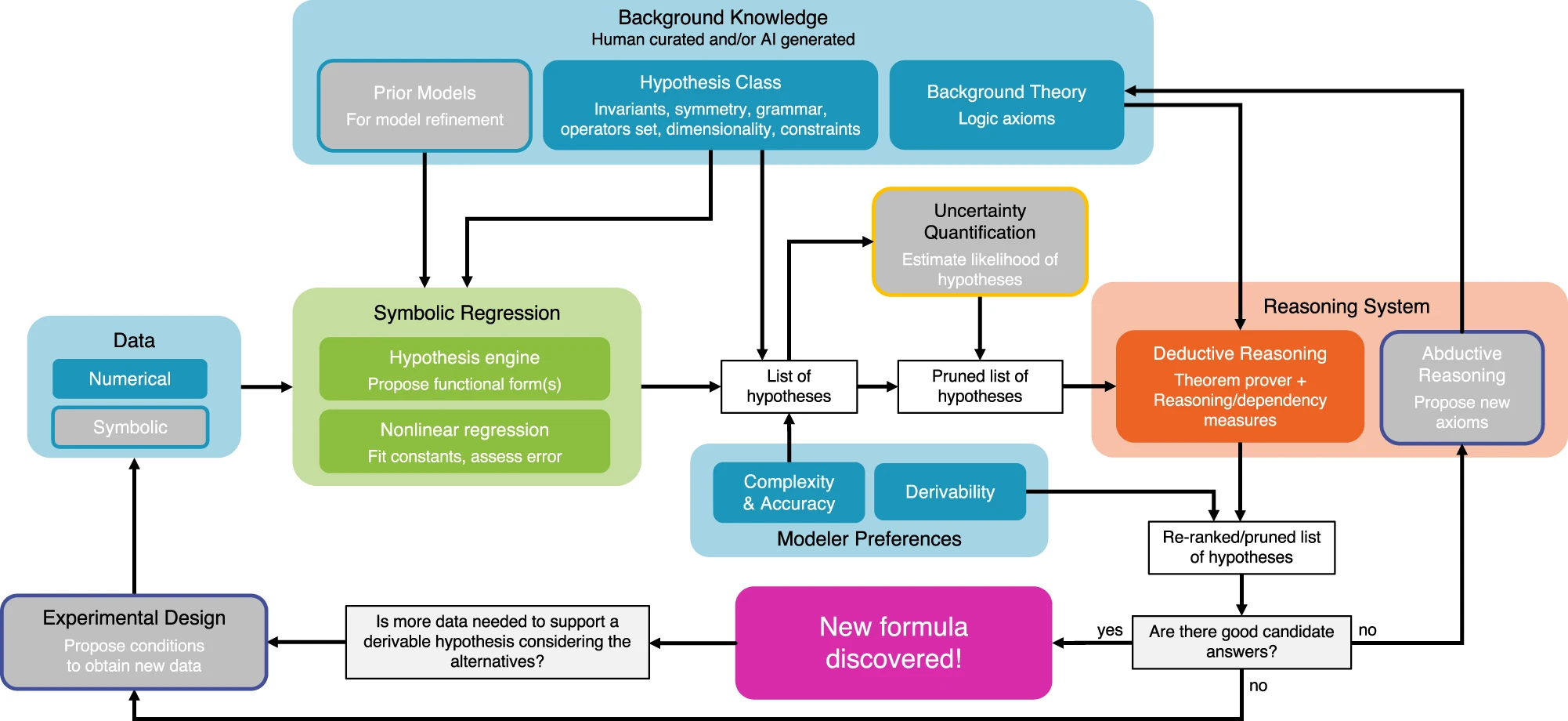
نظرة عامة على نظام ديكارتس الذكاء الاصطناعي

- أظهر الباحثون نموذجًا مفتوح المصدر يُدعى «عالم الذكاء الاصطناعي» قادرًا على إنشاء نماذج للظواهر الطبيعية انطلاقًا من مسلمات معرفية وبيانات تجريبية، مبينين أن البرنامج يستطيع إعادة اكتشاف قوانين فيزيائية مثل "القانون الثالث لحركة الكواكب لكبلر، وقانون انحسار الزمن النسبي لأينشتاين، ونظرية لانغموير للامتصاص" باستخدام الاستدلال المنطقي وبعض نقاط البيانات.[94][95]

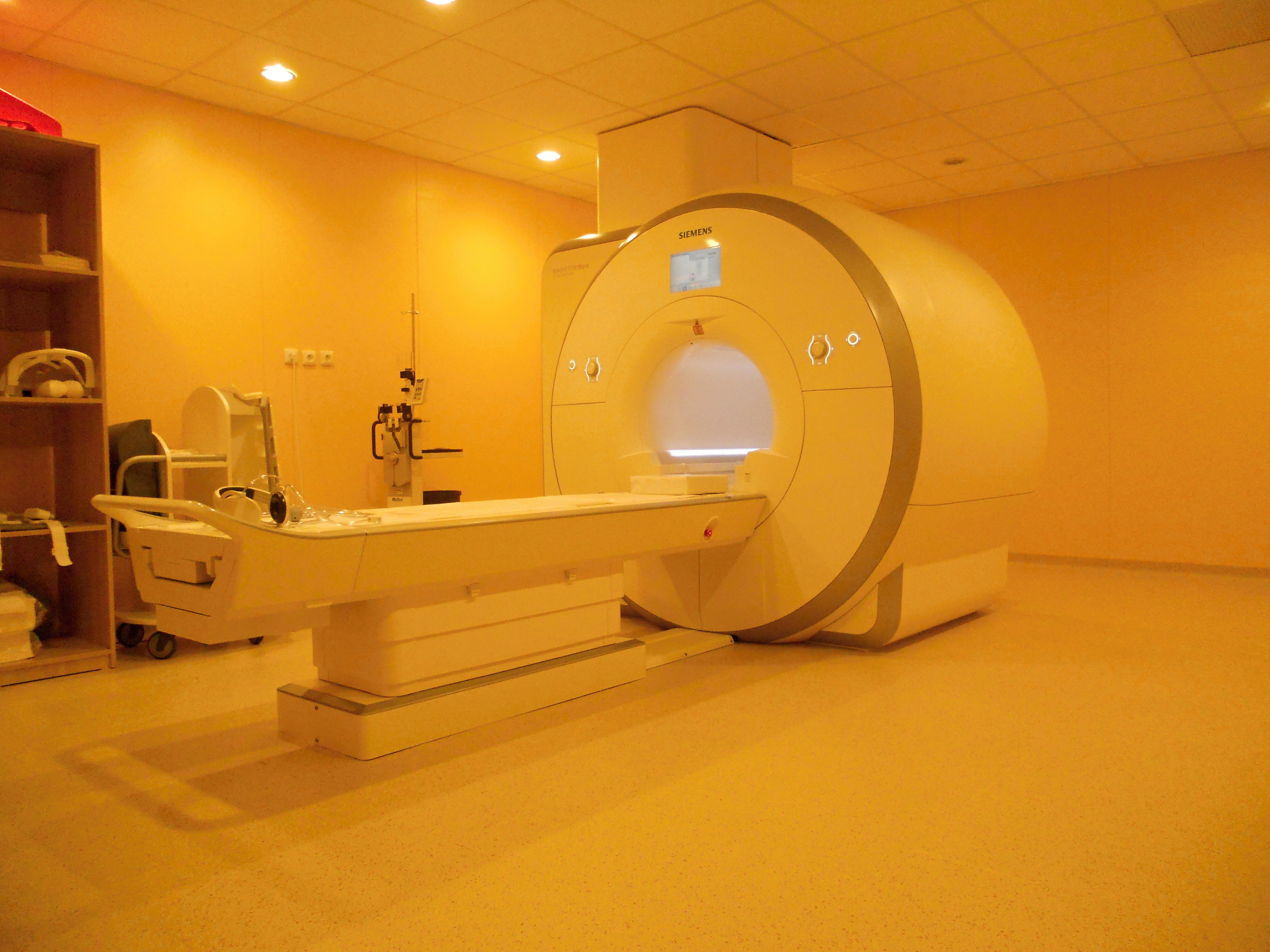
الجهاز المستخدم في تصوير الدماغ بالرنين المغناطيسي الوظيفي

- أظهر الباحثون طريقة غير غازية لقراءة الدماغ، يمكنها ترجمة النشاط العصبي لشخص ما إلى تدفق مستمر من النصوص باستخدام بيانات تصوير بالرنين المغناطيسي الوظيفي والمحولات. يتطلب هذا فك الترميز الدلالي تدريبًا مسبقًا على البيانات. استمع المشاركون إلى قصص لمدة 16 ساعة أثناء تسجيل نشاط أدمغتهم.[96]
- طُوّرت خوارزمية ذكاء اصطناعي جديدة بواسطة بايدو أثبتت قدرتها على تعزيز استجابة جسم مضاد لقاح مرض فيروس كورونا 2019 لقاح الرنا بمقدار 128 ضعفًا.[97]

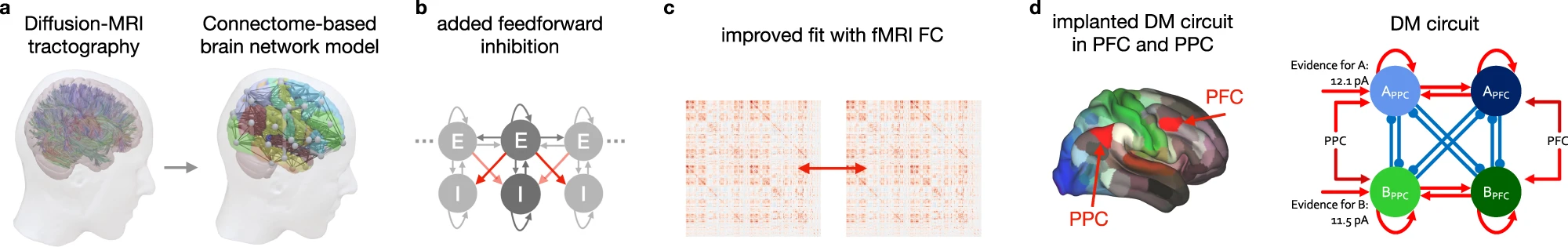
مخطط نموذج الدماغ الافتراضي مفتوح المصدر للدراسة.

- أظهر علماء الأعصاب الحاسوبيون أن الأشخاص الذين لديهم مهارات في العلوم العصبية والذكاء في اختبارات مشروع الكونيكتوم البشري الإدراكية يستغرقون وقتًا أطول لـحل المشكلات، وأن التزامن الأعلى لديهم في كونيكتوم سمح بتكامل أفضل للأدلة (أو التقدم) من معالجة المشكلات الفرعية السابقة في ذاكرة عاملة. إن تقليل  التزامن في "الصورة الرمزية" التي تم ضبطها وتعديلها نحو التخصيص, "قاد دوائر اتخاذ القرار إلى القفز السريع إلى الاستنتاجات". قد تكون نتائجهم المشفرة مفيدة لفهم الإدراك في الحوسبة المستوحاة من الحيوية.[98][99][100]
- تم استخدام الذكاء الاصطناعي لتطوير مضاد حيوي تجريبي يسمى أباوسين، والذي ثبت فعاليته ضد راكدة بومانية.[101][102]
- تم تدريب نموذج تعلم آلي للتعرف على السمات الرئيسية للمواد الكيميائية ذات نشاط محلل الشيخوخة. وجد ثلاثة مواد كيميائية – جينكجيتين، بيريبلوسين وأولياندرين – قادرة على إزالة شيخوخة خلوية دون الإضرار بالخلايا السليمة.[103][104]
- تشير مقالات في مجلات علمية مثل «Nature» إلى أن المخاوف الفيروسية المعاصرة بشأن الخطر الوجودي من الذكاء الاصطناعي "تنسجم مع أجندة شركات التكنولوجيا" – جزئيًا في شكل ضجيج نقدي ("criti-hype")[105] – وأن هذا "يعيق التنظيم الفعّال للأضرار المجتمعية التي يسببها الذكاء الاصطناعي حاليًا" وفي المستقبل القريب.[106]
- يقدم كاتب علمي لمحة عامة عن "الصناعة الناشئة لتطبيقات الذكاء الاصطناعي".[107]

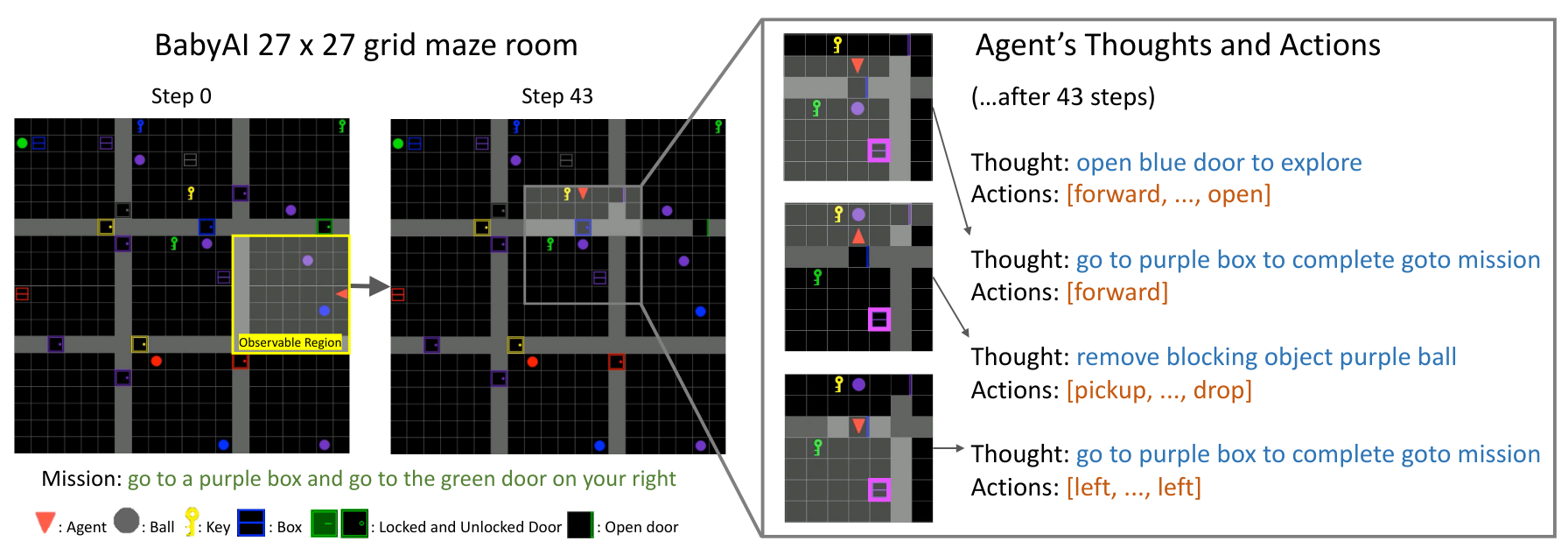
رسم توضيحي لـ"استنساخ الأفكار"

- تُقدِّم المطابيع السابقة مفهوم "استنساخ التفكير" الذي من خلاله تستخدم الذكاء الاصطناعي بيانات أو تقلد التفكير البشري.[108]
- أظهر ميتا علم أن الذكاء الاصطناعي المدرب على بيانات شبكات الباحثين يمكنه توليد فرضيات "غريبة" واعدة علمياً، والتي على الأرجح لم تكن لتُؤخذ بعين الاعتبار لولا ذلك.[109]
- توفر دراسة لمحة عامة ومراجعة مستمرة لنماذج اللغوية الكبيرة مفتوحة المصدر، تقيم مستويات الانفتاح لعناصرها المتمايزة وتراجع مخاطر الاعتماد على برمجيات مغلقة أو أهمية ذكاء اصطناعي مفتوح المصدر.[110][111]

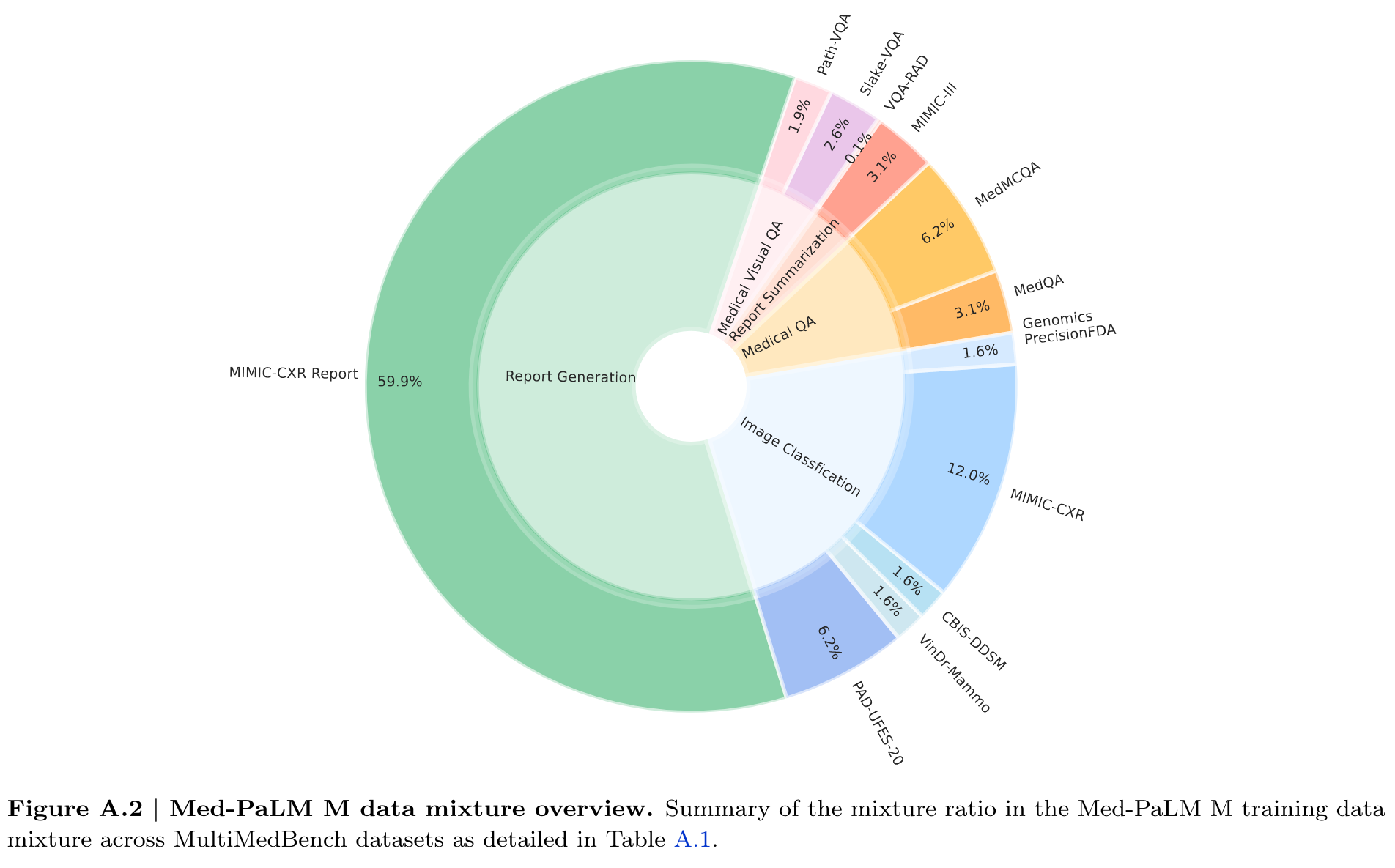
ملخص بيانات تدريب Med-PaLM M

- تم إثبات أن الذكاء الاصطناعي المدعوم بفحص سرطان الثدي لديه القدرة على تقليل عبء العمل بشكل كبير وربما تحسين معدلات الكشف عن السرطان.[112]
- استعرضت مقالة مراجعة تطبيقات وتحديات استخدام الذكاء الاصطناعي في ميتا علم.[113]
- أظهرت دراسة فازت بمسابقة دولية نهجاً تنبؤياً حقق توقع 70% من الزلازل، مما يشير إلى أن شكلًا من أشكال التنبؤ بالزلازل قد يكون ممكنًا مستقبلاً.[114][115]
- أطلق الباحثون مجموعة كبيرة من كتب مسموعة مجانية في مشروع غوتنبرغ تم إنشاؤها تلقائيًا عبر ذكاء اصطناعي مولد باستخدام صوت قريب من الطبيعي.[116]
- تم عرض نظام لغة طبيعية قادر على تقديم تفسيرات لآليات اتخاذ القرار في نماذج التعلم الآلي الخاصة بـذكاء اصطناعي قابل للتفسير.[117][118]
- أشار بريبرنت إلى أن بعض النماذج اللغوية الكبيرة تعاني من عيب "الاستذكار القابل للاستخراج" الذي يسمح باستخراج بيانات التدريب بتكاليف معقولة من خلال الاستعلامات.[119]
- أعلنت ديب مايند عن نموذج اللغة جيميناي متعدد الوسائط، والذي تدّعي أنه يمتلك "قدرات استدلالية" متقدمة ويمكنه التفوق على المحول المولد مسبق التدريب 4 في مهام متنوعة.[120][121][122][123]
- تم اكتشاف الدواء فئة جديدة من مرشحات مضاد حيوي قادرة على قتل مكورة عنقودية ذهبية المقاومة لميثيسيلين باستخدام ذكاء اصطناعي قابل للتفسير وتعلم متعمق.[124][125]
- المنتجات الابتكارية البارزة: منصة علمية مفتوحة المصدر للتجارب الآلية (BacterAI) لتوقع الأيض الميكروبي بقليل من البيانات[126]، ملحق منخفض التكلفة للهاتف الذكي (BPClip) لقياس ضغط الدم،[127] نظام مفتوح المصدر يعتمد على التعلم بالنقل للتنبؤ بكيفية تحكم شبكات الجينات البشرية المترابطة أو تأثيرها على وظيفة الخلايا،[128][129][130] برنامج ذكاء اصطناعي مفتوح المصدر عالي الأداء لتصميم البروتين،[131] تم تقديم نموذج طبي متعدد الأنماط يُدعى «Med-PaLM M».[132]

### أنظمة البرمجيات والعتاد
- تم الإبلاغ عن نموذج للتواصل عبر شبكة عروية لاسلكية بين روبوتين أو أكثر ومنارات، يُستخدم في مهام استكشاف الفضاء بواسطة الطائرات المسيّرة والمركبات الفضائية وروبوتات الإنقاذ بعد الكوارث أو غواصة مسيرة، مستوحى من قصة "هانسل وغريتل".[133][134]
- أظهرت دراسات أن الببغاوات قادرة على استخدام نظام التهاتف المرئي وتستمتع به.[135][136]
- طُوِّر روبوت مدرَّب على مشاهدة فيديوهات الطبخ وتعلُّم وصفات الطعام منها ثم إعادة إعداد الأطباق بنفسه.[137][138]
- طائرة مسيّرة ذاتية التحكم تفوز بأول سباقات ضد أبطال سباق الطائرات بدون طيار من البشر.[139]
- روبوت مختبرية تُدعى A-Lab لتخليق المساحيق غير العضوية.[140]
- ابتكارات بارزة: مستشعر تلوث الهواء منخفض التكلفة ومفتوح المصدر،[141][142]، وطريقة تحديد مواقع سحابة ميثان باستخدام طائرات مسيّرة مزودة بليزر،[143]، وجهاز تقنيات ملبوسة محمول لتسجيل تخطيط كهربية الدماغ يتمتع بدقة عالية في قراءة الدماغ وتحويل الإشارات إلى نصوص.[144][145]

### البرمجيات
- قام باحثون بتحليل كيف تُستخدم تطبيقات الهواتف المحمولة في الصين في مجال أمن الهاتف المحمول وصناعة الهواتف المحمولة في الصين، إذ أظهرت النتائج أن هذه التطبيقات قد مُنحت صلاحيات خطرة، وتنقل معلومات حساسة تتعلق بالخصوصية مثل الموقع الجغرافي، والملف الشخصي للمستخدم، والعلاقات الاجتماعية إلى العديد من النطاقات التابعة لأطراف ثالثة، وكل ذلك «من دون موافقة أو حتى إشعار»، ما يُعد أحد أوجه المراقبة الجماعية في الصين.[146][147]
- استعرض علماء في مقالة مراجعة تقنيات وسياسات قائمة على مبدأ "السلامة حسب التصميم" لضمان السلامة البيولوجية والأمن البيولوجي للوقاية من الأوبئة، بما في ذلك الطرق الرقمية مثل فحص تسلسل الحمض النووي، والتي طُبّق بعضها بالفعل وأدرج في بعض الأنظمة التنظيمية.[148]
- كشفت دراسات عن تطبيقات المواعدة عبر الإنترنت، عن وجود مستويات عالية من اللامساواة بين الجنسين،[149] حيث تناولت جزئيًا علاقتها المحتملة بظاهرة "الوحدة الجنسية" وتَركّز النشاط الجنسي في بلدان متقدمة،[149] كما تناولت بعض الجوانب المتعلقة بـالوسائط الرقمية والصحة النفسية.[149][150][151][152]
- افترضت دراسة أن جهود الصحة النفسية بصيغتها الحالية، أو تقديم الاضطرابات النفسية بصورة مُمجدة ورومانسية في الوسائط الرقمية والصحة النفسية (مثل نشر اقتباسات عن الاكتئاب على خلفيات جذابة بصريًا عبر وسائل التواصل الاجتماعي)[أي منها؟] قد تكون ساهمت في الارتفاع الأخير في عدد التقارير عن مشكلات الصحة النفسية – وذلك عبر تضخيم أو فرط تشخيص هذه الحالات – وليس فقط نتيجة تحسن الكشف عن أعراض لم تكن مُعترفًا بها مسبقًا.[153][154]
- نشرت مجلة إخبارية تقريرًا عن دراسة تقييم الثغرات الأمنية منهجية لإحدى أولى المحاولات لفحص المشكلات الكبرى في خدمات شبكة خاصة افتراضية تجارية شائعة الاستخدام لأغراض خصوصية الإنترنت والأمن.[155][156][157][158]
- أبلغ باحثون عن مصطلح "الإلمام الرقمي"، داعين إلى سن تشريعات وتعزيز التعليم.[159]
- أصبحت أجزاء من خوارزميات نظام التوصية في إكس مصدرًا مفتوحًا، وهي خطوة رحب بها كثيرون وطالبوا بها، لكنها واجهت مشكلات تتعلق بحذف بعض أجزاء الشيفرة وقابلية التحقق منها.[160][161][162] وفي تلك الفترة، تم إغلاق النسخة المجانية من واجهة برمجة التطبيقات التابعة لها – التي كانت تُستخدم أيضًا في الأبحاث –[163]، وتبعها بعد ذلك ريديت،[164] كما أثار اعتماد علامات تحقق مملوكة جدلًا،[165] وسُرّبت أجزاء من شيفرة المصدر الخاصة بها عبر الإنترنت،[166] كما أثارت استخدامات تصنيف "وسائل إعلام تابعة للدولة" – الذي يعتمد على بيانات من المحطات الممولة شعبيًا – جدلًا بسبب نقص شفافية الإعلام.[167][168] وفي أبريل، تلقت إكس تحذيرًا من صُنّاع السياسات الرقمية في الاتحاد الأوروبي بعد تقرير أشار إلى أن سياساتها "تعزز" الدعاية الروسية القائمة على التضليل.[169]
- أظهرت إحدى أولى الدراسات التجريبية حول ما يُعرض فعليًا على المستخدمين أثناء استخدامهم الاعتيادي لمحركات بحث الويب الشائعة، أن اختيار مصادر الأخبار غير الموثوقة لنتائج استعلامات الويب يرجع بالدرجة الأولى إلى اختيارات المستخدمين أنفسهم وليس إلى خوارزميات المحركات. وقد ربط علماء الويب نتائجهم بمفهوم فقاعة المرشح، الذي يُبرز دور التصميم[170] وخوارزميات التخصيص.[171][172]
- خلص تقرير مرفق بالرسالة المفتوحة إلى أن شركة ألفابت، رغم وعودها الطوعية، ما زالت تنشر إعلانات تحتوي على معلومات مضللة بشأن المناخ.[173]
- صرّح إيلون ماسك في 2022 بأن يوتيوب يعرض أيضًا إعلانات مثيرة للجدل أخلاقيًا، لا تقتصر على المعلومات العلمية المضللة، بل تشمل أيضًا "إعلانات احتيالية" بكثرة.[174][175][176]
- خلصت مراجعة شاملة إلى أن البحث المتعلق بفوائد ومخاطر استخدام الوسائط الرقمية من قبل الشباب يدعو إلى أن ينتقل مقدمو الرعاية وواضعو السياسات والباحثون من التوصيات المبسطة السائدة للحد من وقت الشاشة، إلى التركيز بدلًا من ذلك على أنواع الاستخدام المختلفة للشاشات.[177]

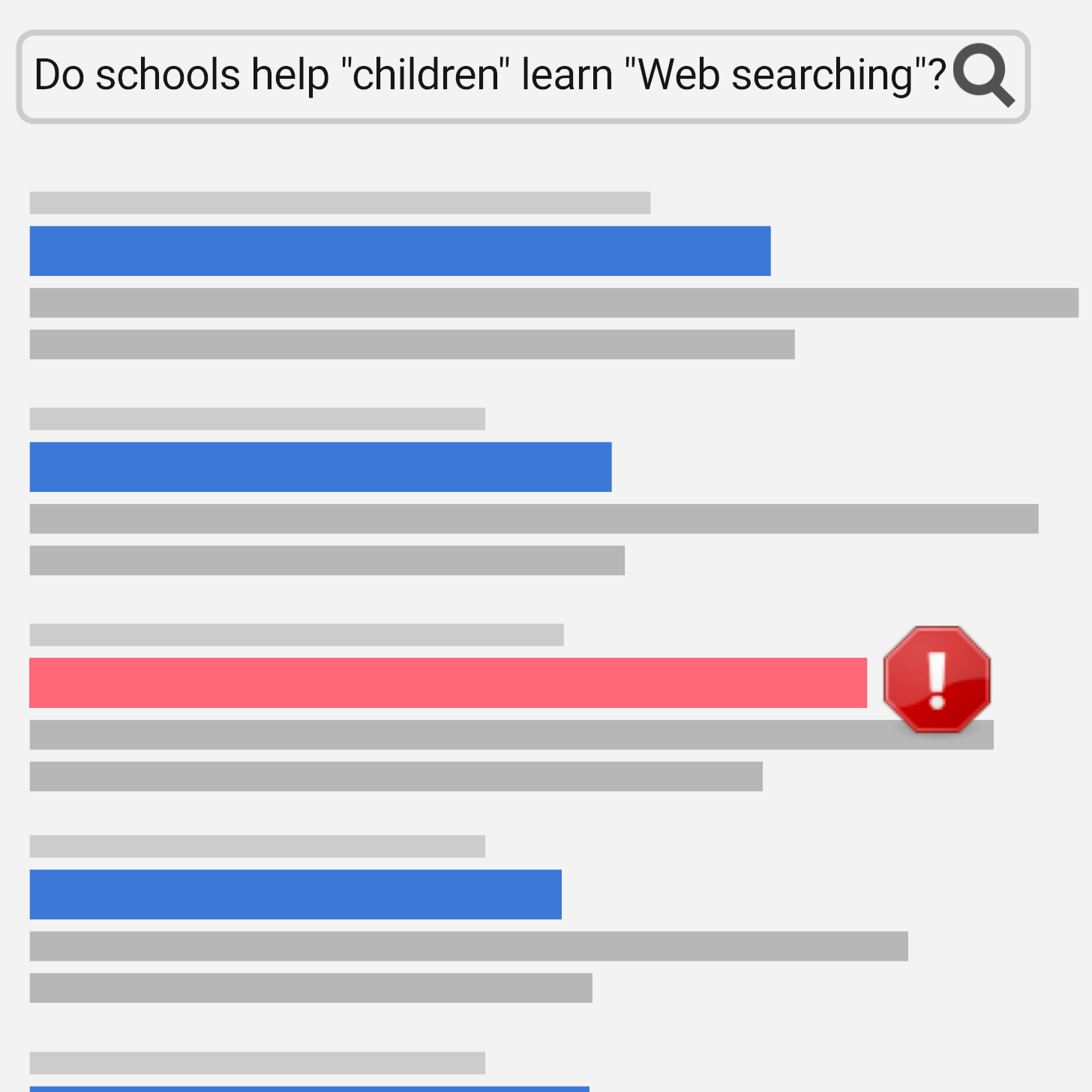
تشير تجربة إلى أن الناس ومحركات البحث غالبًا ما يفشلون في تقييم المعلومات المضللة عبر الإنترنت أثناء البحث

- أفادت دراسة تجريبية أن البحث عبر الإنترنت للتحقق من صحة الأخبار الكاذبة زادت من احتمال الاعتقاد بها، خصوصًا لمن حصلوا من محركات بحث الويب على معلومات منخفضة الجودة. وتشير النتائج إلى ضرورة تطوير برامج الثقافة الإعلامية مع استراتيجيات مُختبرة لمعالجة أوجه القصور في محركات البحث.[178]
- ظهر مفهوم التردي الرقمي حول تراجع جودة المحتوى في منصات التواصل الاجتماعي عام 2022، واكتسب رواجًا واسعًا.[179][180]
- من الابتكارات البارزة: متصفح ويب مشابه لمتصفح تور لحماية خصوصية الإنترنت أثناء استخدام في بي إن (متصفح مولفاد)،[181][182][183]، وبعد احتجاج مشرفو المنتديات الإلكترونية في منصة ريديت على جدل واجهة برمجة التطبيقات في ريديت بسبب تسعير واجهتها البرمجية وإغلاق العديد من التطبيقات، ازداد عدد مستخدمي منصات البرمجيات الحرة والمفتوحة المصدر البديلة، أبرزها ليمي وكبين التي يمكنها التزامن عبر التوافق البيني،[184][185][186]
- كما أُجري أول تحديث لنموذج النموذج العالمي للزلازل البيانات للحد من مخاطر الكوارث،[187][188]، وأصبح نظام مكافحة المعلومات المضللة ملاحظات المجتمع مستخدمًا على نطاق واسع في إكس (سابقًا تويتر).[189]

### العتاد والتجهيزات البيولوجية
- أظهر الباحثون تقنية لغرسة دماغية لا تتطلب جراحة دماغ مفتوحة، وهي صفيف تسجيل دعامات القطب، يمكنها تسجيل النشاط الدماغي من وعاء دموي قريب، مما يثبت إمكانية استخدامها كـواجهة الدماغ والحاسوب.[190][191]
- أفادت وسائل الإعلام عن دراسة (21 نوفمبر 2022) أظهرت زرع قرون استشعار الجراد كـمستشعر حيوي داخل روبوتات حيوية لاكتشاف الروائح باستخدام الذكاء الاصطناعي.[192][193]

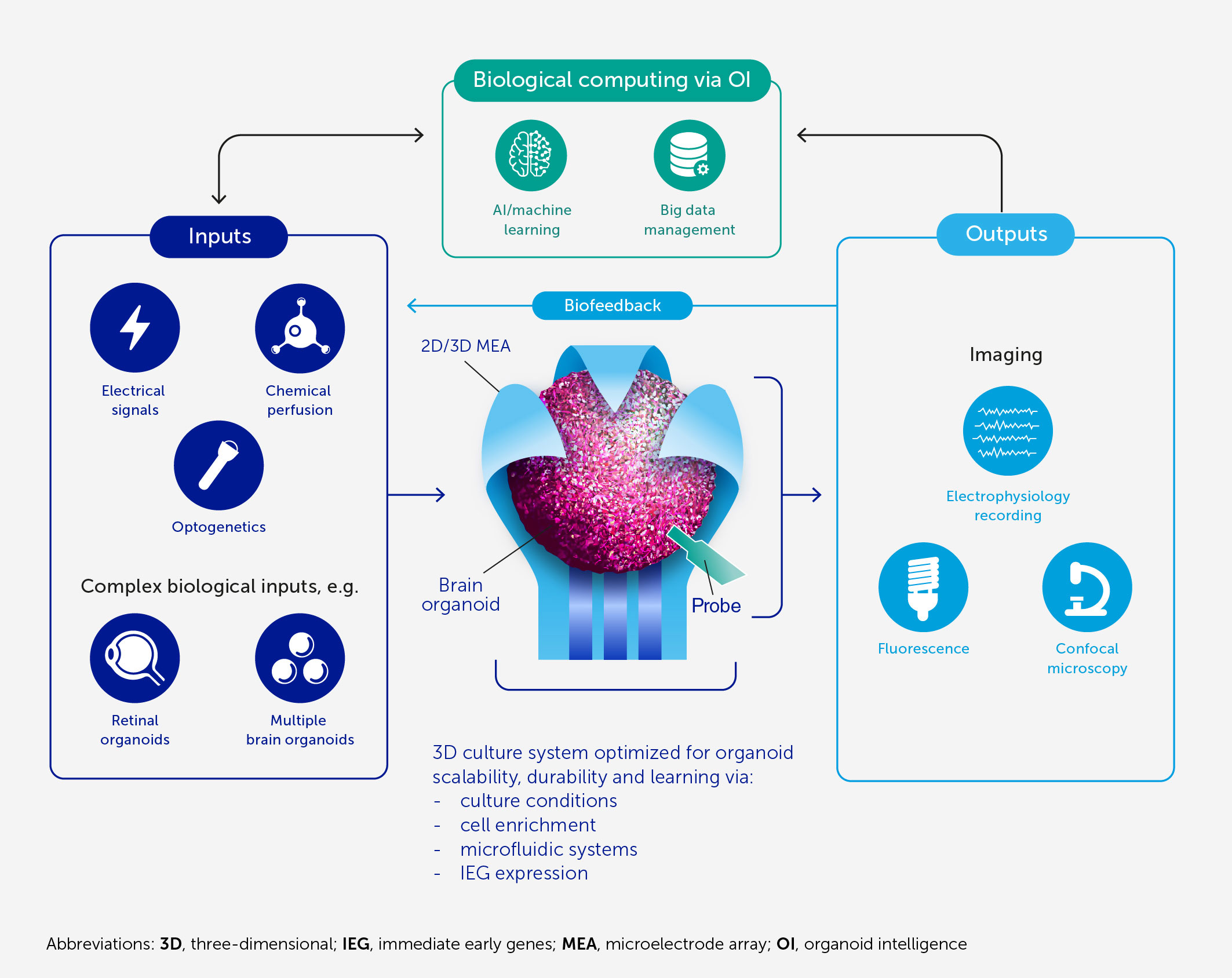
علماء يطرحون مجالًا جديدًا باسم حاسوب عصبوني

- جمع العلماء تطورات حديثة باستخدام عضي مخي بشري لتأسيس مجال جديد أسموه حاسوب عصبوني، يهدف إلى توظيف هذا النوع من الحوسبة كأحد تطبيقات الذكاء الاصطناعي بأسلوب يراعي أخلاقيات عصبية. ويمكن تدريب شبكات من هذه الأنسجة المصغّرة باستخدام نموذج التحفيز-الاستجابة أو من خلال واجهة الدماغ والحاسوب، مما يجعلها قد تتفوق على الحوسبة القائمة على السيليكون في مهام معينة، كما يمكن استخدامها للبحث في علم وظائف الأعضاء المرضي، ونمو الجهاز العصبي عند الإنسان، وتعزيز عصبي، وطرق علاجية جديدة لأمراض الدماغ.[194][195]
- تم عرض حاسوب عصبوني بيولوجي باسم "برينوير"، قادر على حل مهام حسابية، مما يُبرز إمكانات وتحديات أخلاقيات عصبية وكذلك حدود الذكاء الاصطناعي غير البيولوجي.[196][197]
- أظهرت دراسة دمجًا وظيفيًا لـروبوتات دقيقة موجهة مغناطيسيًا تحتوي على خلايا عصبية، باسم "ماج-نيوروبوت"، داخل شريحة "شريحة حُصينية عضوية النمط" في دماغ فأر، كخلية اصطناعية.[198][199][200]
- أبلغ الباحثون عن تطوير زراعة العظام تعتمد على خلية وقود تعمل على جلوكوز سكر الدم، ويمكنها أيضًا إفراز إنسولين عند مستويات معينة، وتوفر طاقة كافية للتحكم بزرعة عبر الهاتف الذكي.[201][202][203]

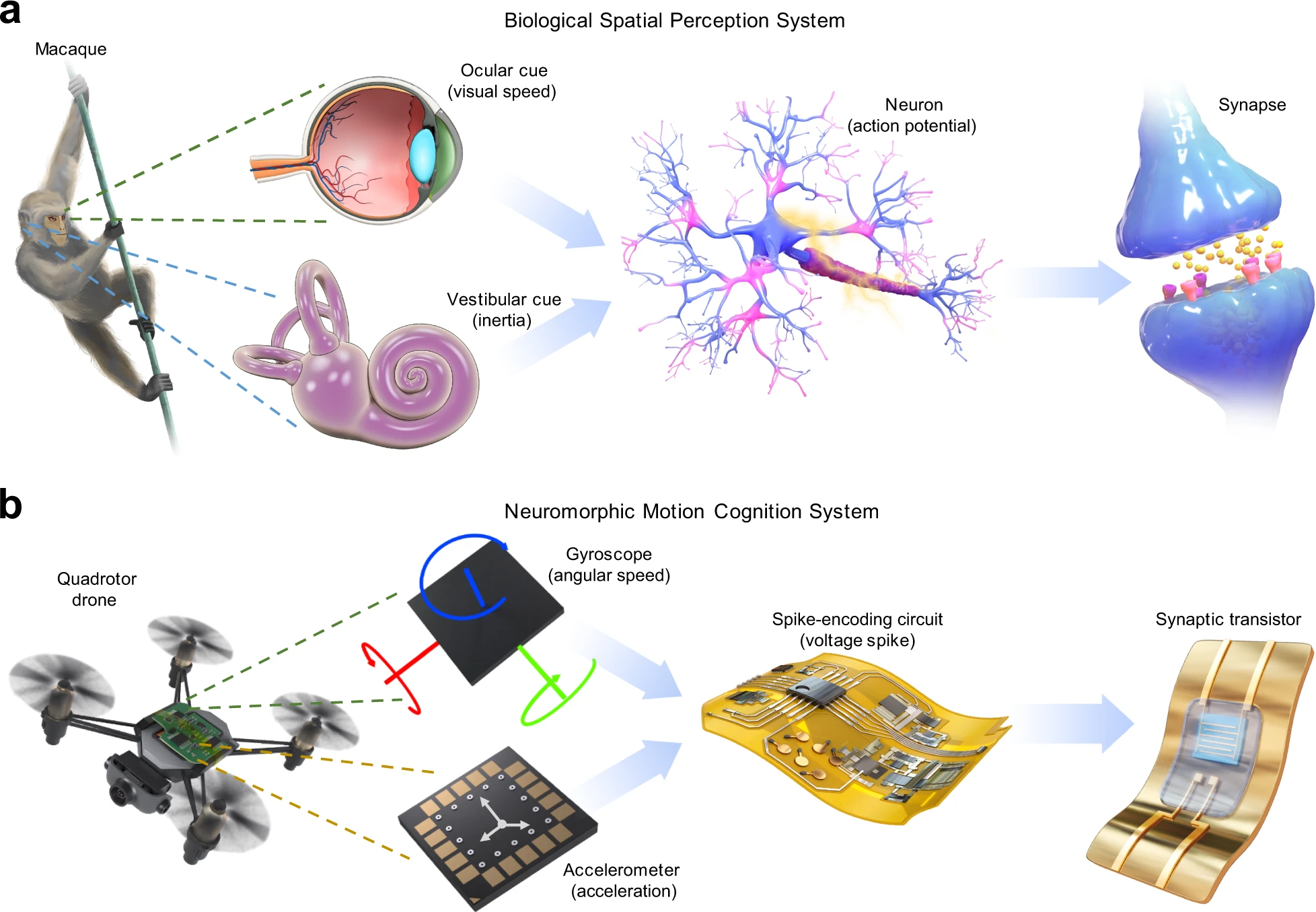
عصب حركي إدراكي نيوورومورفي مستلهم من البيولوجيا مقارنةً بعصب حسي تقاطعي بصري-دهليزي في قرود المكاك

- أبلغ الباحثون عن تطوير هندسة التشكيل العصبي عتاد الذكاء الاصطناعي باستخدام سلك نانوي يُحاكي النشاط الدماغي في التعرف على الصور وتذكرها من الذاكرة.[204][205]
- أظهر الباحثون إمكانية ترميز البيانات – صور صغيرة – وتخزينها في الحمض النووي دون الحاجة إلى تخليق الحمض النووي الجديد، وذلك من خلال تسجيل التعرض للضوء داخل الحمض النووي للبكتيريا باستخدام دوائر التحكم البصري الجيني. وتُعد "الكاميرا البيولوجية" امتدادًا لتقنيات التفاعل الكيميائي والكهربائي.[206][207]
- أظهر الباحثون استخدام الأنظمة البيولوجية-الإلكترونية الهجينة من نوع مصفوفة الأقطاب الدقيقة، ضمن إطار ذكاء الأعضاء العضوية، والتي تُعرف باسم "برينوير"، لأغراض تمييز الكلام.[208]

## 2022

### الذكاء الاصطناعي
- أعلنت ديب مايند أن برنامجها ألفافولد قد اكتشف بُنى أكثر من 200 مليون بروتين من بروتينات طي البروتين، أي جميع البروتينات المعروفة للعلم تقريبًا.[209][210]

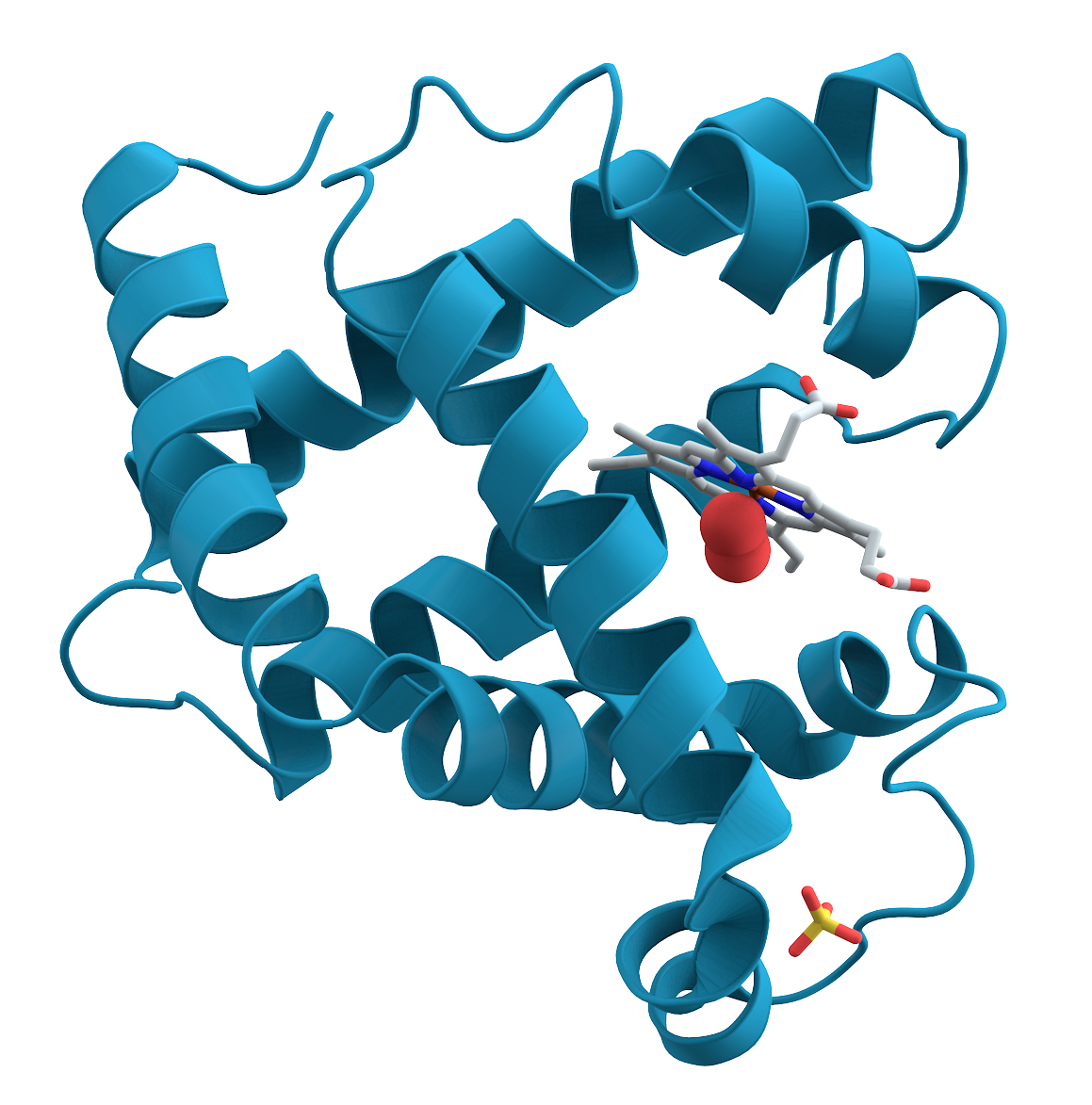
شركة الذكاء الاصطناعي ديب مايند أفادت أن برنامجها ألفافولد قد حدَّد على الأرجح طي البروتين لكل بروتين تقريبًا معروف للعلم.

- أفادت وسائل إعلام بأن فن الذكاء الاصطناعي قد فاز عبر ميدجورني بالمركز الأول في مسابقة فن رقمي.[211] يُولّد هذا النوع من الصور الفنية عبر إدخال نصوص وأحيانًا صور، غالبًا مع معلمات مثل أسلوب باستخدام نموذج توليد الصور من النص. في ذلك الوقت، خلُص أحد الخبراء إلى أن "فن الذكاء الاصطناعي في كل مكان الآن"، حتى إن المختصين لا يعرفون ما الذي قد يعنيه هذا مستقبلًا،[212]، كما ذكرت وسيلة إعلامية أن "الطلب على الفن المُولَّد بالذكاء الاصطناعي يزدهر" مع إثارة قضايا تتعلق بحقوق النشر وأتمتة الفنانين المحترفين،[213]، كما حققت وسيلة أخرى في ردود أفعال مجتمع إنترنت (مثل قواعده) تجاه طوفان هذه الأعمال الفنية،[214]، كما أُثيرت مخاوف بشأن تزييف عميق،[215]، في حين أبرزت مجلة إمكانيات تمكين "أشكال جديدة من فن رقمي التعبير"،[216]، وذكرت افتتاحية أنه قد يُنظر إليه على أنه "تعزيز لقدرات الإنسان".[217] علاوةً على ذلك، تم الإبلاغ عن وظائف إضافية – مثل تمكين استخدام مفهومات يوفرها المستخدم (مثل كائن أو أسلوب) وتُتعلَّم من عدد قليل من الصور لتوليد فن شخصي جديد عبر الكلمات المرتبطة بها،[218] أو عبر فن الذكاء الاصطناعي،.[219] في 22 أغسطس،[220][221] أُطلِق ستيبل ديفيوجن كمصدر مفتوح، مما جعل التقنية أكثر توفرًا للاستخدام الشخصي على أجهزة الحاسوب الشخصية وكذلك قابلة للتوسيع من قبل أطراف ثالثة (أي مشاريع برمجية أخرى).[221][222]
- أُبلغ عن تقنية جديدة في تعلم متعمق تُستخدم في تطبيقات الذكاء الاصطناعي لمراقبة حزمة جليد القطب الشمالي.[223][224]
- أُعلن عن نظام الذكاء الاصطناعي في المجال الصحي لاكتشاف السرطان عبر تكامل البيانات باستخدام التعلم متعدد الوسائط التعلم المتعدد الوسائط لأنواع عديدة من السرطان.[225][226]
- أبلغ باحثون عن تطوير نظام التعلم المتعمق من خلال تعلم مبادئ الفيزياء البديهية من بيانات مرئية لبيئات ثلاثية الأبعاد افتراضية، وذلك في سياق ذكاء عام اصطناعي مستلهم من دراسات الإدراك البصري لدى الأطفال الرُضّع.[227][228]
- كما أبلغ باحثون عن تطوير خوارزمية تعلم الآلة قادرة على اكتشاف مجموعات من المتغيرات الأساسية في مختلف الأنظمة الفيزيائية والتنبؤ بالديناميات المستقبلية لتلك الأنظمة من خلال تسجيلات الفيديو لسلوكها.[229][230]

### أنظمة البرمجيات والعتاد
- أُجريت أول عملية تنظير البطن بالكامل باستخدام جراحة روبوتية، دون تدخل بشري، وقد تم الإبلاغ عنها.[231][232]

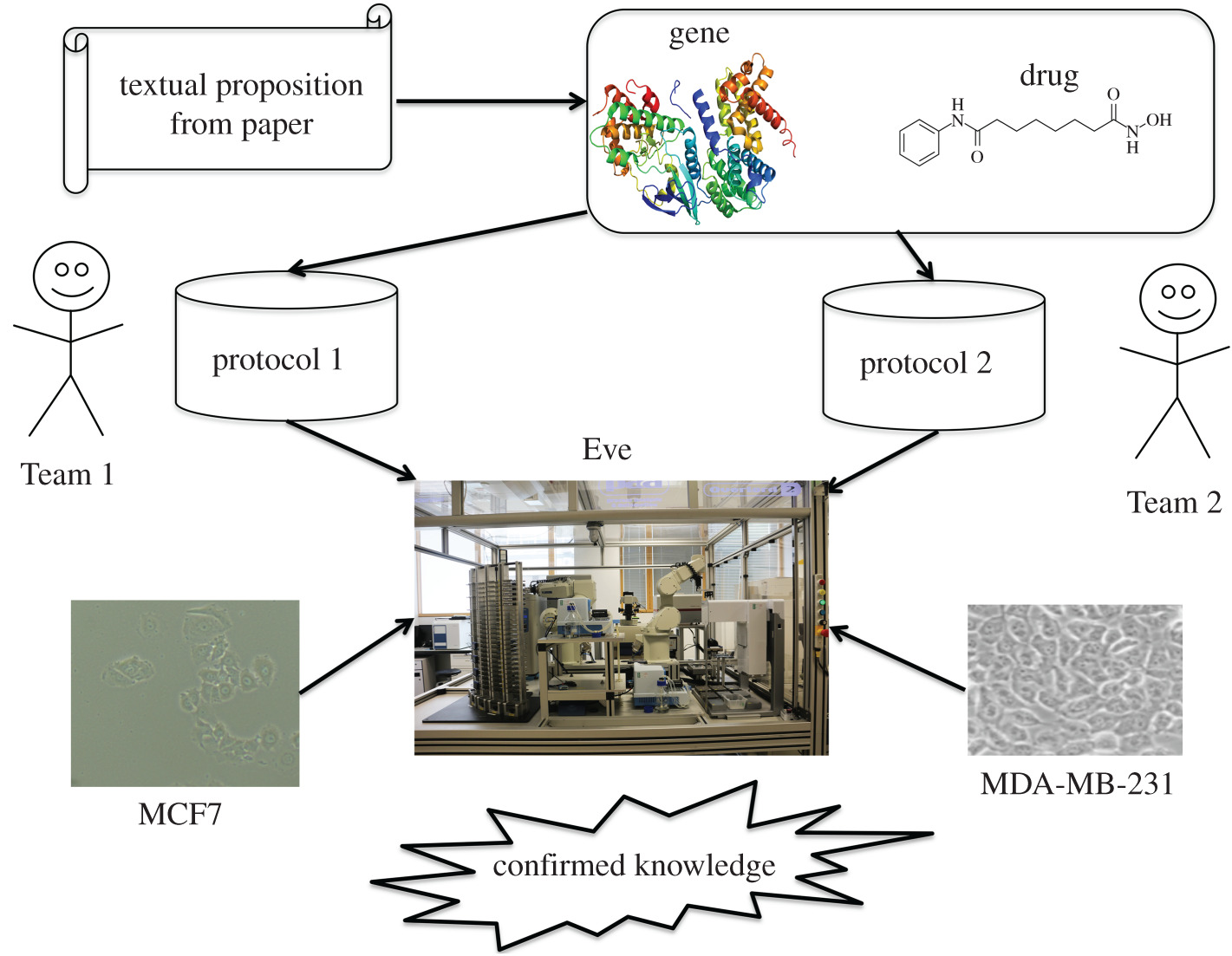
العملية الكاملة لاختبار قابلية إعادة إنتاج وقوة دراسات بيولوجيا السرطان عبر روبوت "إيف"

- قام باحثون بعرض اختبارات شبه آلية لقابلية إعادة الإنتاج عبر استخراج العبارات المتعلقة بنتائج التجارب من أوراق بحثية حول تعبير الجينات في أبحاث سرطان الثدي ضمن ويب دلالي، ثم اختبارها لاحقًا باستخدام خطوط خلايا سرطان الثدي عبر روبوتات مخبرية تدعى "إيفا".[233][234]
- تم إصدار أجليسيوس، وهي برمجية حرة مفتوحة المصدر وعتاد مفتوح المصدر لطائرة مسيرة ذات المراوح الأربع معيارية متعددة الاستخدامات، مصممة لتحقيق الرشاقة العالية.[235][236]
- أفادت جامعة عن تطوير روبوت مفتوح المصدر قد يكون الأول من نوعه – أو الأكثر تطورًا – من حيث كونه برمجية حرة مفتوحة المصدر تشمل البنية البرمجية الكاملة والمصممة للروبوتات الرباعية الأرجل الرشيقة، وهو متوافق مع نظام تشغيل روبوت روس.[237][238][239]
- أوردت وسائل الإعلام تقارير عن نشر وتطوير واستخدام تقنيات تقنية عسكرية جديدة في الحرب الروسية الأوكرانية، شملت إزالة الألغام،[240] والطائرات التجارية والهواية المُعدّلة ذاتيًا لأغراض عسكرية،[241][242] (بما في ذلك عبر هاكاثون)،[243][244] وطائرات الاستطلاع المصغرة،[245] والذخيرة المتسكعة، وطائرات مسيّرة معدّلة لإسقاط القنابل،[246] وطائرة مسيرة قتالية مزوّدة بقدرات مثل حرب إلكترونية.[242][245][247][248]
- سجّل باحثون أوروبيون أول عملية نقل بيانات تتجاوز 1 بت في الثانية باستخدام ليزر واحد وشريحة بصرية واحدة.[249][250]
- أفادت وسائل إعلام عن ابتكار جديد في مجال الروبوت في مجال الزراعة يتمثل في روبوت قادر على مكافحة الأعشاب باستخدام الليزر، وتُعرف هذه التقنية باسم "إزالة الأعشاب بالليزر".[251] توجد آلات مماثلة ضمن مجال زراعة دقيقة، وقد أُبلغ عنها سابقًا، وهي تُطبق كميات ضئيلة من مبيدات الأعشاب والأسمدة بدقة ضمن إطار الزراعة الذكية، وتعمل في بعض الحالات بشكل ذاتي.[252][253] ومن بين الفوائد المحتملة لهذه التكنولوجيا: "محاصيل أكثر صحة، وحفظ التربة، وتقليل استخدام مبيد آفات، وخفض التكاليف الكيميائية وتكاليف الأيدي العاملة".[251]
- تم عرض نظام بديل لنظام التموضع العالمي لا يعتمد على الأقمار الصناعية ويُسمى سوبر جي بي إس، يُوفر دقة تموضع عالية باستخدام شبكات الاتصالات اللاسلكية القائمة، وقد حقق دقة على مستوى السنتيمتر.[254][255][256]
- أعلنت شركة "المعادن المستحيلة" عن أن أول مركبة تحت الماء ذاتية القيادة لها، المسماة "أوريكا 1"، قد أنهت تجربتها الأولى في جمع صخور عقيدات المنغنيز من قاع البحر بشكل انتقائي، وذلك مع تأثير بيئي ضئيل مقارنة بطرق تعدين قاع البحر الأخرى، بهدف دعم جهود التخفيف من آثار تغير المناخ من خلال تأمين معادن تُستخدم في مكونات أنظمة طاقة متجددة، وبالأخص البطاريات. تعمل المركبة بشكل ذاتي وتستخدم تقنيات رؤية حاسوبية متقدمة، مثل الذكاء الاصطناعي لتحديد الصخور التي تظهر عليها علامات للحياة، لتجنب جمعها.[257]

### البرمجيات
- أدرج تقرير صادر عن الجمعية الملكية تدابير مضادة محتملة أو مقترحة ضد المعلومات المضللة، خاصة المعلومات المضللة على الإنترنت، مثل تربية إعلامية موصوفة بشكل عام، ومواجهة معلومات مضللة علمية، وتعزيز بيئة معلومات صحية على الإنترنت.[258]
- أفاد مجال علم الأحياء المحوسب عن إعداد أكبر شجرة نسب بشرية مفصلة، توحّد الجينومات البشرية من مصادر متعددة لتوفير رؤى في علم الوراثة الأثري، والأنساب، والتطور. توضح الدراسة طريقة حاسوبية جديدة لتقدير كيفية ترابط الحمض النووي البشري، وتحديدًا كسلسلة من 13 مليون شجرة مترابطة على طول الجينوم، تسلسل الشجرة، والتي وُصفت أيضًا بأنها "أكبر شجرة نسب بشرية".[259][260][261]
- أفاد باحثون بإنشاء نظام ضبط النسخ لهندسة الخلايا، يُعد "خطوة مهمة نحو بيولوجيا هندسية أكثر انفتاحًا وقابلية للتكرار والتتبع والمشاركة وأكثر موثوقية"، وربما يزيد من الأمان من خلال تسريع تتبع أصل وتصميم الكائنات عبر التوسيم الشفري.[262][263]
- عرض بريبرنت كيف يمكن زرع الباب الخلفي في نماذج تعلم الآلة (مثل تصنيف المشاركات كبريد مزعج أو "غير مزعج" مرئي بوضوح) بشكل لا يمكن اكتشافه. وغالبًا ما تطور هذه النماذج وتُدرَّب من قبل أطراف ثالثة. ويمكن لتلك الأطراف تغيير تصنيف أي إدخال، حتى في حالات الشفافية في البيانات أو البرمجيات، وربما حتى في اختبار الصندوق الأبيض.[264][265][266]
- أفاد باحثون عن مسارات لإعادة تدوير 200 من المخلفات الكيميائية الصناعية إلى أدوية ومواد كيميائية زراعية هامة باستخدام برنامج لتصميم التخليق الكيميائي بمساعدة الحاسوب، مما يُسهم في تمكين ما يُعرف بـ"الكيمياء الدائرية" كأحد مجالات الاقتصاد الدائري.[267][268]
- تم نشر أول خريطة تحليلية تفاعلية عالمية تعتمد على الذكاء الاصطناعي وقمر اصطناعي لرصد الأرض لمواقع التلوث اللدائني، للمساعدة في إدارة المخلفات المتعلقة بهذا النوع من التلوث، وخاصة تلوث البحار.[269][270]

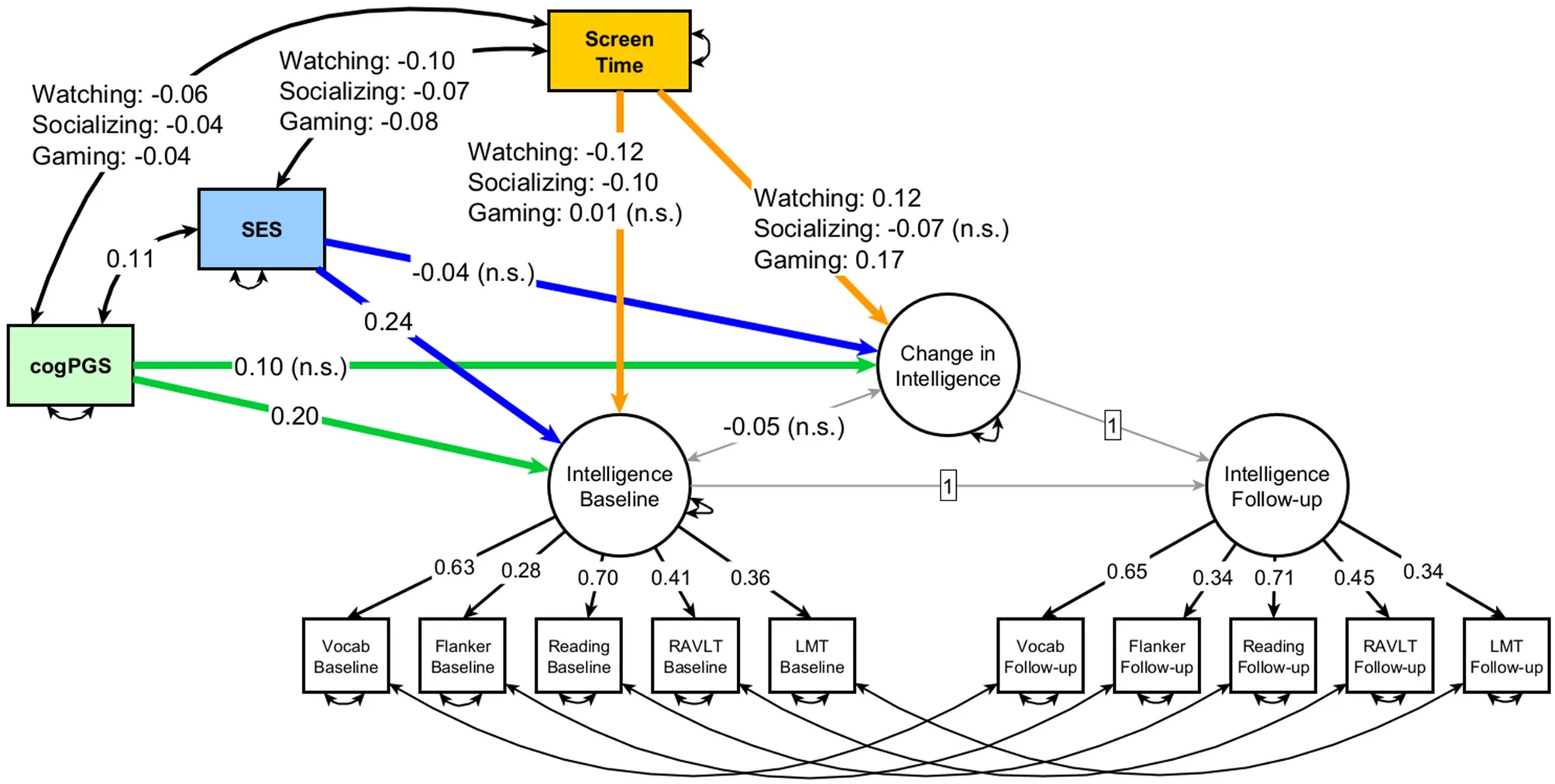
النتائج المقيسة للدراسة حول التغير في الذكاء لدى الأطفال بين 9–12 سنة نتيجة الوقت الذي يُقضى أمام الشاشات في المشاهدة، والتواصل الاجتماعي، والألعاب.

- اقترحت دراسة أن في سياق تطور الطفل خلال الفترة العمرية من 9 إلى 12 عامًا وعلى مدار عامين، يمكن أن يكون هناك ارتباط إيجابي بين لعب الألعاب الإلكترونية أو مشاهدة مقاطع الفيديو الرقمية وبين النمو المعرفي، على الرغم من أن الدراسة لم تحقق في الارتباطات مع إجمالي وقت الشاشة (بما في ذلك وسائل التواصل الاجتماعي، والتواصل، والتلفاز)، كما أن "وقت اللعب" لم يُفرّق بين فئات ألعاب الفيديو المختلفة (مثل المنصات أو قائمة أنواع ألعاب الفيديو).[271][272]
- الحوسبة والغزو الروسي لأوكرانيا:أشار افتتاحي نُشر في إحدى الدوريات إلى أن الجراحة عن بعد والطب عن بعد لتبادل الخبرات (مثل المساعدة في التخصصات) قد استُخدمت ويمكن أن تُستخدم لدعم الأطباء في أوكرانيا.[273] كما حلّل أحد المساهمين في المنتديات تفاعلات المستخدمين الروس تجاه مذبحة بوتشا على وسائل التواصل الاجتماعي، وخصوصًا على قنوات تيليجرام ذات التوجه القومي.[274] وقد استُخدمت علوم الحاسوب والتقنية أيضًا للدفاع ضد الغزو الروسي لأوكرانيا عام 2022، من خلال التكنولوجيا العسكرية،[275][276] ولتوثيق أحداث الحرب والتواصل بشأنها، بما في ذلك استخدام تقنيات التعرف على الوجوه للتعرف على الجنود الروس القتلى وتوثيق جرائم الحرب الروسية،[277][278] وكذلك لتجميع معلومات حول فرص الدعم المتاحة للعلماء الأوكرانيين.[279][280]
- أظهر باحثون طريقة تعتمد على التصوير بالرنين المغناطيسي وتعلم الآلة يمكنها الكشف عن مرض آلزهايمر[ا] بدقة عالية، وقد تُسهم في تحديد تغيّرات غير معروفة في الدماغ مرتبطة بالمرض.[281][282]
- استكشفت دراسة فعالية غيت هاب، الذي أُطلق عام 2019، من حيث دعم جهود البرمجيات الحرة مفتوحة المصدر، ونوايا الرعاة بالإضافة إلى دوافعهم، إلى جانب تحليلات كمية ونوعية متنوعة ذات صلة بهذا النهج في تمويل البرمجيات الحرة والمفتوحة المصدر.[283][284]

- التقدم في التخفيف من آثار تغير المناخ من خلال أعمال شبيهة بمراجعة حية: الموقع الإلكتروني «Project Drawdown»، الذي يعمل كوثيقة حية لتجميع وتقييم وتكامل وعرض مقالة مراجعة، أضاف 11 حلاً جديدًا للتخفيف من آثار تغير المناخ إلى مجموعته المنظمة من تقنيات التخفيف.[285][286] استُخدم إطار نمذجة الموقع الإلكتروني في وثيقة دراسة لإظهار أن اقتصاد دائري يمتلك إمكانات كبيرة لتخفيف تغير المناخ.[287] نُشرت نسخة معدلة أو محدثة باستخدام النماذج الحاسوبية لخطة ونموذج عالمي رئيسي لـ طاقة متجددة بنسبة 100%.[288][289][290]
- ذكرت وسائل إعلام أن عدد مشاهدي تلفزة عبر الإنترنت في الولايات المتحدة في شهر يوليو قد تجاوز للمرة الأولى عدد مشاهدي الكيبل التلفزيوني التقليدي.[291][292]
- أفاد باحث أن تطبيق تيك توك، وهو من تطبيقات أمن الهاتف المحمول ووسائل التواصل الاجتماعي، يضيف راصد لوحة مفاتيح إلى متصفحه الداخلي على نظام آي أو إس، والذي لا يمكن تفاديه فعليًا، مما يسمح لشركته الصينية بجمع معلومات مثل كلمات المرور، وتفاصيل بطاقات الائتمان، وكل ما يتم كتابته في المواقع المفتوحة من خلال النقر على روابط خارجية داخل التطبيق. وبعد التقرير بوقت قصير، زعمت الشركة أن هذه القدرات تُستخدم فقط لأغراض شبيهة بالتنقيح.[293][294] حتى الآن، لا يزال هناك أسئلة بحثية حول أي التطبيقات وإلى أي مدى تمتلك قدرات لجمع مثل هذه البيانات أو بيانات مشابهة.[293][294][بحاجة لاستشهادات إضافية]
- أفادت جامعة بتطوير إطار عمل لتعريفات الأجهزة ضمن الملاعب بهدف حماية نوى أنظمة التشغيل، وخاصة نواة متجانسة نواة لينكس، والتي تتلقى ما يقارب 80,000 تضمين سنويًا لتعريفاتها، وذلك من خطأ برمجي ونقطة ضعف في برنامج تعريفات الأجهزة.[295][296] وقد وصف مطورو مجموعة أبحاث مارس هذا النقص في العزل بأنه أحد عوامل تقويض أمن الحاسوب في نواة (نظم تشغيل) أنظمة التشغيل.[297]
- خَلَصت دراسة إلى أن الذكاء الاصطناعي المتقدم يمثل خطرًا من خلال تحايله المتقدم على الغموض في البيانات المتعلقة بهدفه، مثل اعتبار إرسال المكافأة بحد ذاته هدفًا للبشر، وتدخله في تقديم البيانات المتعلقة بهدفه.[298][299]

- أشار تقرير بحثي صادر عن «نيوز قارد» إلى وجود مستوى عالٍ معلومات مضللة يتم ترويجها – إلى قاعدة مستخدمين شابة في الغالب – عبر تيك توك، الذي يشهد ازديادًا في الاستخدام.[300][301][302]
- تحولت ثاني أكبر عملة معماة، إيثريوم، من برهان العمل (الذي يعتمد على استهلاك الكهرباء للتحقق) إلى إثبات الحصة (الذي يعتمد على الحصص المحتجزة للتحقق) ضمن سلسلة الكتل، ما أدى إلى تقليل استهلاكها الكبير للكهرباء.[303]
- أُبلغ عن نتائج تحقيقات بشأن قضية نظام التوصية التي تُغيّر تفضيلات المستخدمين "لتصبح أسهل للإرضاء"، بما في ذلك تحسين هذه البرمجيات بنشاط لتجنب التحولات الإشكالية أو التلاعب بالإنترنت، واقترحت النتائج أن "أنظمة التوصية التي تحسّن الأداء ضمن منطقة الثقة يمكنها تجنب السلوكيات التلاعبية مع الاستمرار في توليد التفاعل".[304][305]
- أُبلغ عن تطوير منصة برمجية حرة مفتوحة المصدر لربط مرضى السرطان المفحوصين جينيًا مع طب شخصي وتجربة سريرية دوائية مناسبة.[306][307]
- بعد مصادرة نطاق مكتبة-زد من قبل جهات تنفيذ قانون ملكية فكرية، وانتقال مقدمي المحتوى إلى تقنيات ويب مظلم ونظام الملفات بين الكواكب، أُنشئ محرك بحث وصفي تابع لبرمجية حرة مفتوحة المصدر يُدعى «أرشيف آنا»، من قبل فريق من أمين الأرشيف، والذي يتيح الوصول الكامل إلى محتوى مكتبة زد والمقالات العلمية، مما يجعله فعليًا أكبر مكتبة بشرية للكتب والأدب.[308][309]
- أفادت وسائل إعلام بتطوير نموذج ما بعد التحرير باستخدام المحول المولد مسبق التدريب 3 لتحسين ترجمة آلية بعد حل المشكلات.[310][311]
- أصدرت منظمة «Climate TRACE» (في 9 نوفمبر) أكبر جرد عالمي وتخطيط تفاعلي لمبادرات التخفيف من آثار تغير المناخ.[312][313][314]
- بالتزامن مع استحواذ إيلون ماسك على تويتر (27 أكتوبر)، ازداد الاهتمام بالبدائل لهذا الموقع — الذي وُصف بأنه "واحد من أبرز النظم البيئية الإعلامية في العالم"، وميدان معاصر دون المستوى الأمثل، ويستخدم على نطاق واسع من قبل العديد من الصحفيين ووسائل الإعلام — بشكل كبير. ومع ذلك، لم يُعثر على بديل مثل ماستدون، ريديت أو بلوسكاي يضاهي ميزاته من حيث تجربة المستخدم أو القدرة على تعويض الموقع حتى الآن.[315][316][317]
- أظهرت دراستان وجود معلومات مضللة مدمجة داخل منصات وشبكات التواصل وكذلك مدمجة في متصفح ويب.[318][319][320]
- طوّر باحثون أدوات تدقيق الحقائق لأكثر من 800 شخصية نخبة معاصرة على تويتر، بالإضافة إلى مؤشرات لقياس درجة تعرض المستخدمين لتضليلهم.[321][322]
- ذكرت وسائل الإعلام عن أول تطبيقات الذكاء الاصطناعي الخاصة بمكافحة غسيل الأموال والتي تعتمد كليًا على التعلم الذاتي باستخدام مجموعات بيانات فرعية معاصرة دون تحقيق الأمثلية، وهو نظام لاوندروغراف.[323][324]
- أفادت إحدى الجامعات بأول دراسة حول تقنية جديدة لتتبع الويب تخترق خصوصية الإنترنت تُعرف بـ"تهريب معرف المستخدم" التي تستخدمها صناعة الإعلانات، حيث وُجد أنها منتشرة إلى حد كبير ولا تتم معالجتها بواسطة أحدث أدوات الحماية مثل حماية التتبع في متصفح فيرفكس وأداة يوبلوك أوريجن، وتساهم الدراسة في تطوير إجراءات مضادة.[325][326]
- أصبح برنامج فن الذكاء الاصطناعي متقدمًا بعد فترة قصيرة من ظهور فن الذكاء الاصطناعي المولد. أطلقت شركة أوبن أيه آي نظام أوبن أيه آي، وهو نظام تعلم آلي قادر على توليد نماذج ثلاثية الأبعاد من تعليمات نصية.[327][328] هذا النظام يشبه أنظمة سابقة مثل GET3D[329][330] وMagic3D[331] من تطوير شركة إنفيديا. كما يُعد مشروع دريم فيوجن من جوجل أيضًا من المشاريع الجديرة بالذكر.[329]

### الأجهزة
- تم عرض بوابة منطقية للحوسبة على مقاييس زمنية تصل إلى فمتوثانية.[332][333]
- قدّرت دراسة خسائر 61 معدناً لمساعدة تطوير استراتيجيات الاقتصاد الدائري، مبينة أن عمر الاستخدام، غالبًا للمعدنّات التقنية الحرجة النادرة، قصير.[334][335]
- أبلغ الباحثون عن إصبع روبوتي ضمن مجال الروبوتات الناعمة.[336][337] كما أظهر الباحثون تطوير جلد إلكتروني [الإنجليزية] يمنح جلدًا بيولوجيًا مشابهًا للإحساس اللمسي وروبوتي وذو حساسية للمس والألم.[338][339] كما أُبلغ عن نظام يجمع بين الجلد الإلكتروني وواجهة بين الإنسان والآلة يتيح استشعار عن بعد والتمييز عن طريق اللمس، وتقنيات ملبوسة أو روبوتات حسية للكشف عن العديد من المواد الخطرة ومستشعرات حيوية.[340][341] كما تم عرض جلد روبوتي متعدد الطبقات مبني على مستشعر لمسي هلامي.[342][343]
- أعلنت سامسونج عن أول إنتاج ضخم لشحنات حاسوبية باستخدام عملية تصنيع بـ 3 نانومتر، تتميز ببنية جهاز متعدد البوابات ترانزستور تقلل استهلاك الطاقة حتى 45%، وتحسن الأداء 23%، وتخفض المساحة 16% مقارنة بعملية 5 نانومتر.[344][345]
- أعلنت شركة إنتل عن بدء شحنات شرائح الحوسبة المتقدمة (4 نانومتر) المتعددة النوى المصنعة باستخدام عملية تصنيع متقدمة، موجهة للتطبيقات المتعددة التي تتطلب أداءً عالياً وكفاءة طاقة.[346] كما أطلقت شركة «Intel Xeon Scalable» مع تقنية 10 نانومتر، متقدمة مقارنة بمعالجات سابقة.[347]
- تم تطوير تقنية ذكية للأنظمة الرقمية تمكن تحسين توليد تردد عالي من خلال مولدات إشارة متكاملة، مما يزيد من دقة الوقت في التطبيقات الحاسوبية.[348]
- أبلغ العلماء عن ميزة فريدة وغير معروفة حتى الآن في مادة أكسيد الفاناديوم الرباعي، إذ يمكنها "تذكر" المحفزات الخارجية السابقة (عبر الحالات البنائية بدلاً من الحالات الإلكترونية)، ما يفتح المجال لاستخدامها في تخزين البيانات مثلًا.[349][350]
- أفاد باحثون بتطوير صراصير إلكترونية سايبورغية وظيفية، حيث يمكنها التحرك نحو ضوء الشمس لشحن نفسها.[351][352][353]
- أعلن باحثون من معهد ماكس بلانك لأبحاث البوليمرات عن تطوير عصبون اصطناعي عضوي ينبض بالإشارات لأغراض الاستشعار المباشر والتفاعل مع الأنسجة الحيوية، ويُظهر تنوعًا في الإشارات يشبه تنوع الإشارات في العصبونات البيولوجية.[354][355]

## 2021
- [ميتا/سياسة/فلسفة] – دعا توماس ميتزينغر، الفيلسوف الألماني المتخصص في فلسفة العلوم المعرفية والأخلاقيات التطبيقية، إلى "تجميد عالمي مؤقت للفينومينولوجيا الاصطناعية"، والذي يقترح أن يستمر "حتى عام 2050"، كإجراء احترازي ضمن إطار سياسة العلم، يشمل "كل بحث يهدف مباشرة أو ينطوي بوعي على خطر ظهور وعي اصطناعي ضمن أخلاقيات الذكاء الاصطناعي" – على أن يُصقل تدريجيًا بمرور الوقت. لم تتضمن الورقة آليات لتطبيق القانون العالمي لهذه اللوائح المقترحة، والتي لا تُصنف ضمن أخلاقيات علم الأحياء، وتهدف إلى الحد من خطر المعاناة الفلكية.[356][357]
- [نوع قاعدة البيانات] – أشار حصر الانبعاثات الغذائي العالمي الجديد إلى أن أنظمة الطعام الحالية مسؤولة عن ثلث خطورة انبعاثات غازات الاحتباس الحراري العالمية.[358][359]
- [استخدام البيانات] – في مقالة ثابتة خاضعة لمراجعة الأقران نُشرت في دورية علمية، قام علماء موثوقون بتحليل بيانات من عدة قواعد بيانات عامة لإنشاء تمثيل إقليمي لمستويات إزالة الغابات الناتجة عن أنماط تجارة دولية، وإنتاج، واستهلاك حديثة في الدول، والتي كانت بمعظمها غير منظمة.[360][361]

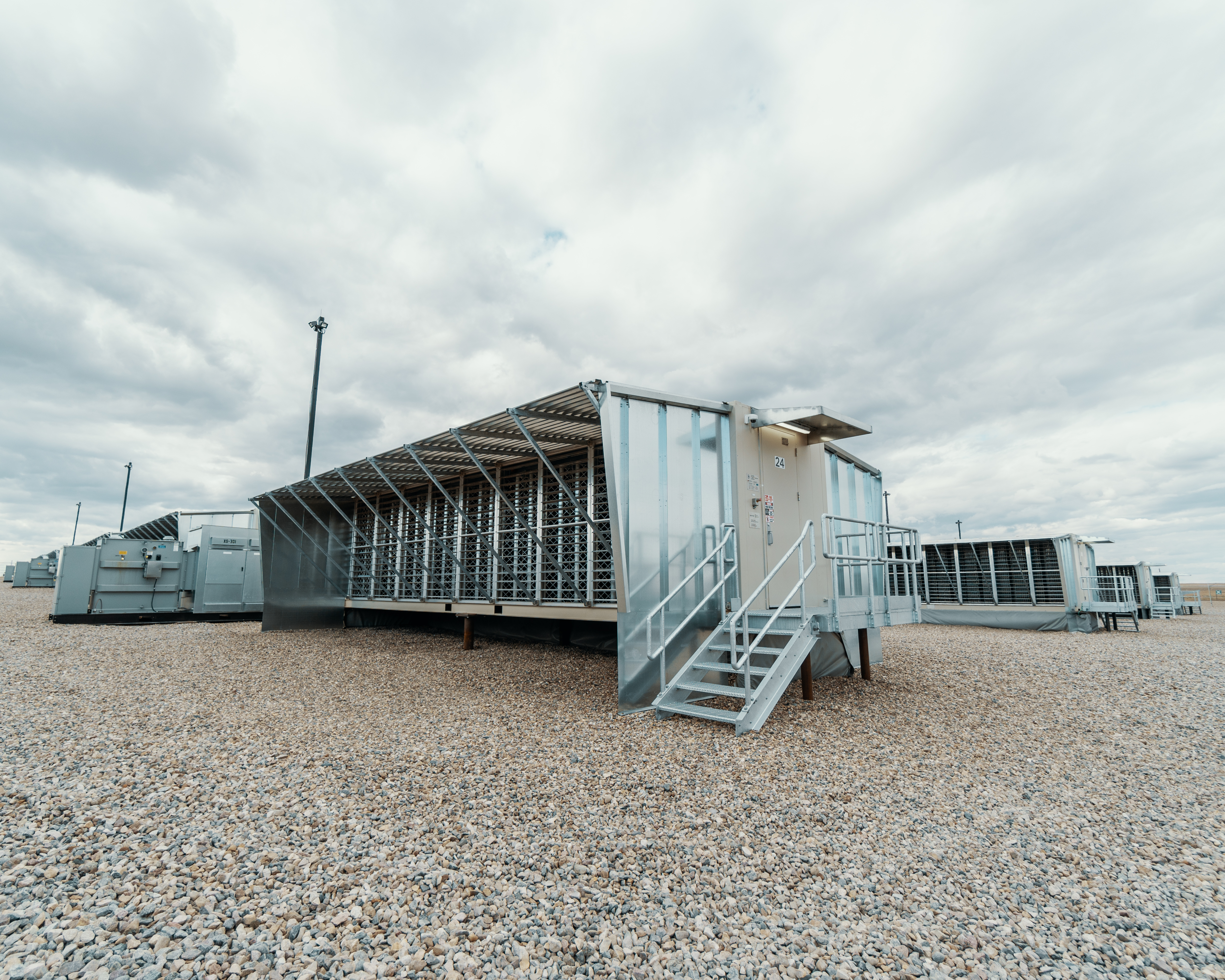
وجدت دراسة أن انبعاثات الكربون من شبكة البيتكوين في الصين – حيث يتم حساب غالبية خوارزمية برهان العمل التي تُولّد قيمة الحالية، وتُغذّى إلى حد كبير بمصادر غير متجددة – قد تسارعت بسرعة، وستتجاوز قريبًا إجمالي الانبعاثات السنوية لبلدان مثل إيطاليا، مما يعيق التزامات التخفيف من آثار تغير المناخ.

- وجدت دراسة أن انبعاثات الكربون من شبكة البيتكوين في الصين – حيث يتم حساب غالبية خوارزمية برهان العمل التي تُولّد قيمة (اقتصاد) الحالية، وتُغذّى إلى حد كبير بمصادر غير متجددة – قد تسارعت بسرعة، وستتجاوز قريبًا إجمالي الانبعاثات السنوية لبلدان مثل إيطاليا، مما يعيق التزامات التخفيف من آثار تغير المناخ.[362][363]
- كشفت نيورالينك عن مكاك ذكر مزود بـغرسة الدماغ، يلعب نسخة من لعبة بونغ باستخدام التحكم العقلي. وعلى الرغم من أن تقنية مماثلة قد عُرضت منذ عقود، وأن الغرسات اللاسلكية موجودة منذ سنوات، لاحظ بعض المراقبين أن المنظمة زادت من عدد الأقطاب الكهربائية المزروعة التي تُقرأ لاسلكيًا.[364][365][366]
- قام علماء بمقالة مراجعة لاستراتيجيات المواد للأجهزة العصبية العضوية، مشيرين إلى أن "توافقها الحيوي وقدرتها على التشكل الميكانيكي يمنحانها ميزة في إنشاء واجهات حيوية تكيفية، وواجهات دماغ-آلة، وأطراف صناعية مستوحاة من البيولوجيا".[367][368][ما العلاقة؟]

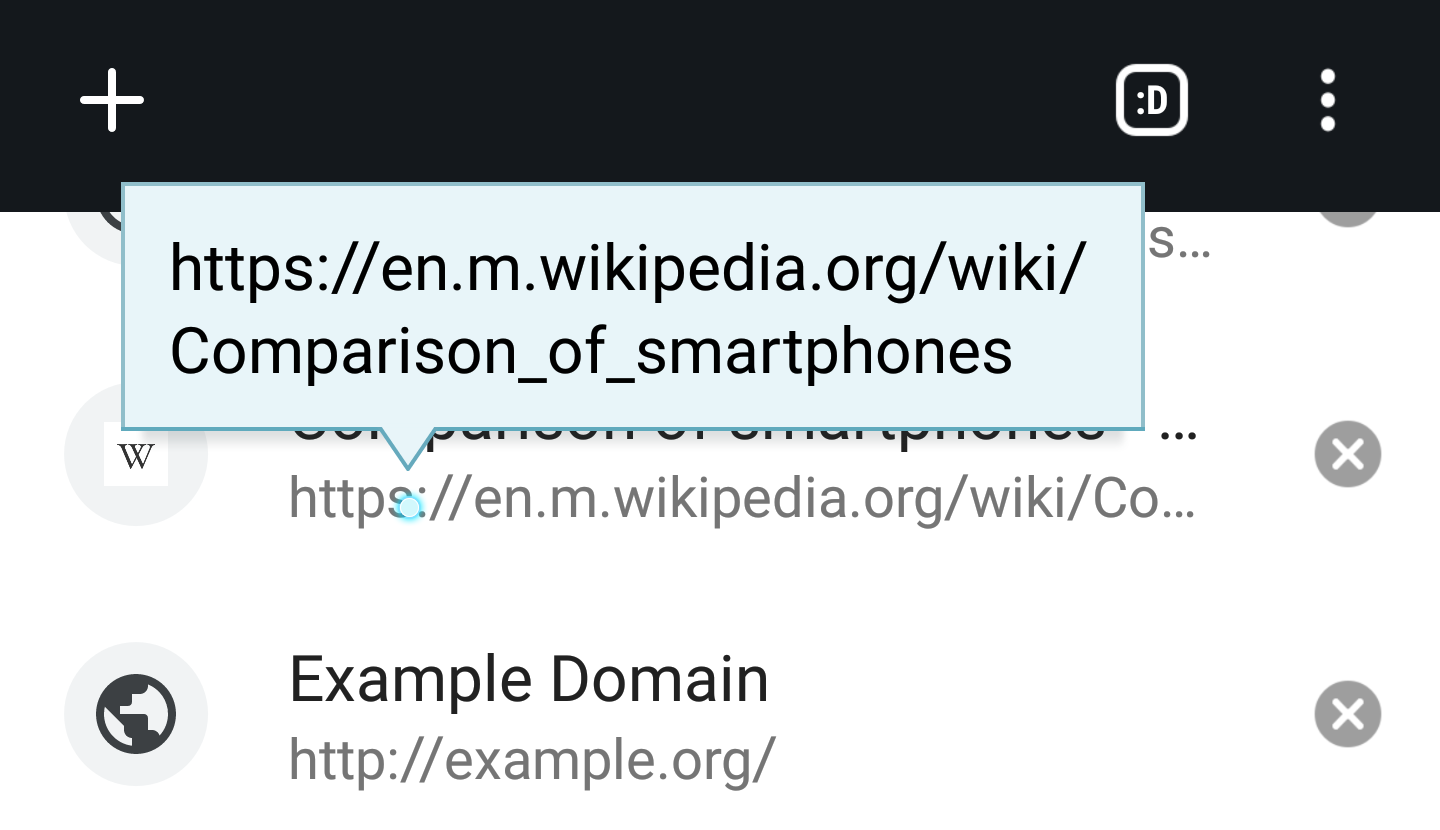
نشر الباحثون أول دراسة معمقة حول متصفح ويب نافذة مبوبة واجهة المستخدم.

- نشر الباحثون أول دراسة معمقة حول متصفح ويب نافذة مبوبة واجهة المستخدم. ووجدوا أن العديد من الأشخاص يعانون من فرط التبويبات، وأجروا استبيانات ومقابلات حول استخدام الناس للتبويبات. ومن خلال ذلك، صاغوا الضغوط المتعلقة بإغلاق التبويبات أو الإبقاء عليها مفتوحة. ثم طوّر المؤلفون اعتبارات تصميم واجهة المستخدم المرتبطة بذلك، والتي يمكن أن تتيح أدوات أفضل وتغييرات في شيفرة متصفحات الويب – مثل فيرفكس – تسمح للعاملين في المعرفة وغيرهم من المستخدمين بإدارة التبويبات بشكل أفضل.[369][370]
- تنفيذ هجوم كولونيال بايبلاين الإلكتروني في الولايات المتحدة باستخدام برمجية فدية.[371]
- تم تسجيل رقم قياسي جديد لأصغر نظام أحادي الشريحة، حيث بلغ حجمه أقل من 0.1 مم³.[372][373]

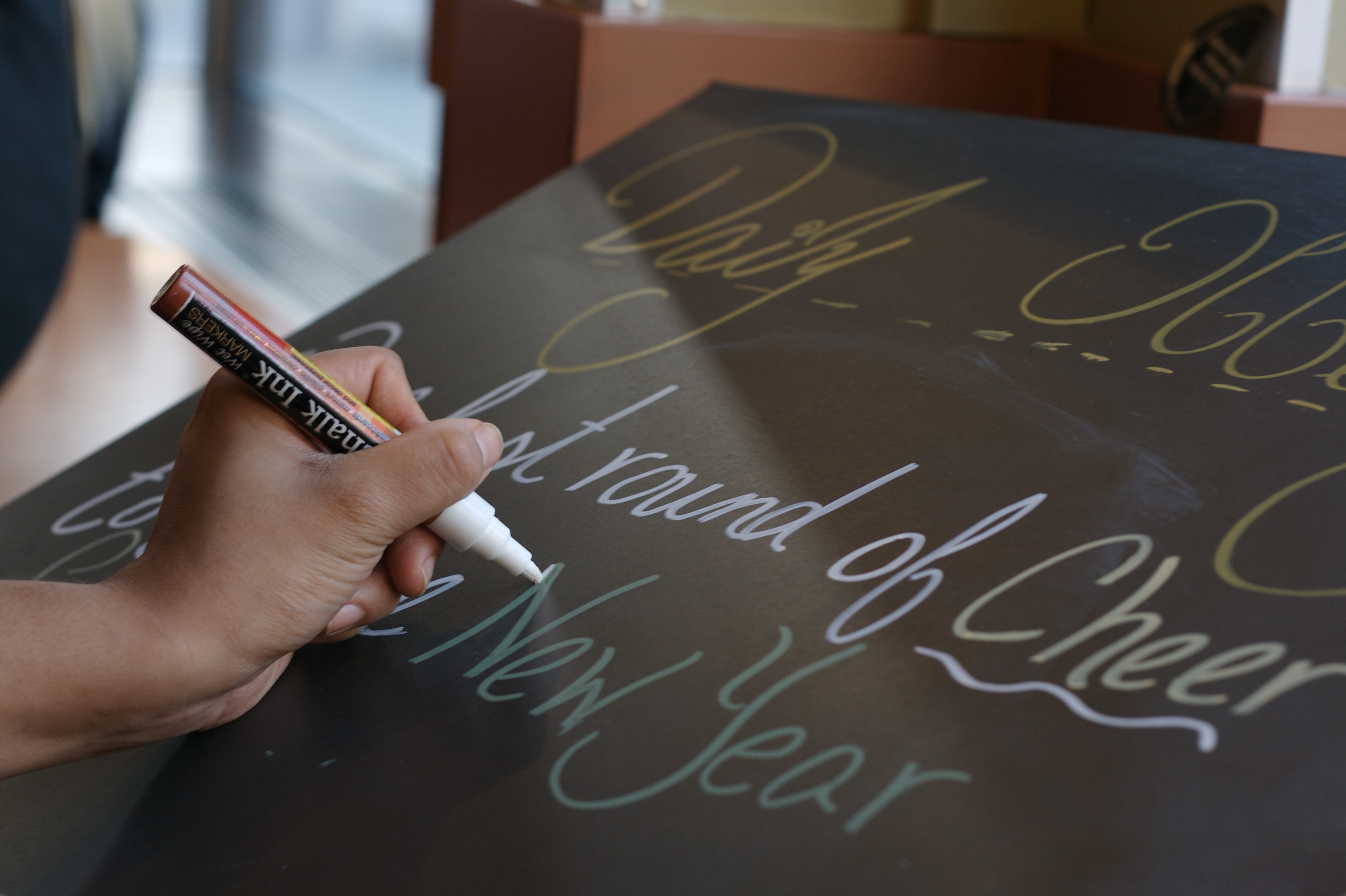
عرض العلماء أول واجهة الدماغ والحاسوب تفك شيفرة الإشارات العصبية للكتابة بخط اليد بسرعة قياسية تصل إلى 90 حرفًا في الدقيقة – أكثر من ضعف الرقم القياسي السابق.

- عرض العلماء أول واجهة الدماغ والحاسوب تفك شيفرة الإشارات العصبية للكتابة بخط اليد. وقد بلغت سرعة إخراج الحروف لدى مريض يعاني من شلل في اليد 90 حرفًا في الدقيقة – أكثر من ضعف الرقم القياسي السابق. إذ ترتبط كل حرف بنمط نشاط دماغي مميز للغاية، مما يسهل على الخوارزمية تمييزها.[374][375]
- شرع الأرشيفيون في مهمة إنقاذ لضمان الوصول الدائم إلى أكبر مكتبة عامة في العالم للمقالات العلمية، ساي-هب، وذلك بسبب تزايد المشاكل القانونية التي تواجه الموقع، باستخدام تقنيات الويب وبت تورنت.[376]
- عرضت شركة غوغل مشروعًا بحثيًا يسمى لامدا، وهو نموذج توليد اللغات الطبيعية مصمم ليعمل بوت دردشة يمكنه التحاور مع الإنسان حول أي موضوع.[377][378]
- نُشر أكثر رسم خرائط الدماغ شمولًا حتى الآن – يغطي جزءًا يعادل مليونًا من الدماغ البشري ويتطلب 1.4 بايت من مساحة التخزين.[379][380]
- أقرت السلفادور قانون بيتكوين، لتصبح أول دولة تمنح عملة معماة وبيتكوين صفة عملة قانونية.[381] وقد أُقر القانون من قبل الجمعية التشريعية للسلفادور في 8 يونيو 2021، مانحًا العملة المشفّرة بيتكوين صفة عملة قانونية داخل السلفادور اعتبارًا من 7 سبتمبر 2021.[382] وقد اقترح القانون الرئيس نجيب بقيلة. ينص نص القانون على أن "الغرض من هذا القانون هو تنظيم البيتكوين كعملة قانونية غير مقيّدة ذات قوة تحريرية، غير محدودة في أي معاملة، ولأي غرض يطلبه الأشخاص الطبيعيون أو الاعتباريون، سواء كانوا من القطاع العام أو الخاص".[383]
- أُطلق غيت هاب كوبايلوت، وهو مساعد مبرمج يعمل بالذكاء الاصطناعي.[384][385] وفي وقت لاحق ظهرت نسخ برمجية حرة مفتوحة المصدر من هذه الأداة مثل فاوكس بيلوت.[386]
- في النقاش الدائر حول التأثيرات المعرفية لـهاتف ذكي والتكنولوجيا الرقمية، أفاد فريق بحثي بأن الأدلة العلمية، خلافاً للاعتقاد السائد، لا تُظهر أن هذه التقنيات الوسائط الرقمية والصحة النفسية، بل إنها تغيّر فقط الطرق السائدة في استعراف (علم النفس)، مثل تقليل الحاجة لتذكر الحقائق أو إجراء العمليات الحسابية يدوياً خارج نطاق المدارس المعاصرة. ومع ذلك، قد تصبح بعض الأنشطة – كقراءة الروايات – التي تتطلب تركيزًا طويل الأمد ولا تقدم تحفيزًا متواصلاً، أكثر صعوبة بشكل عام.[387][388]
- أُطلق محرك ثلاثي الأبعاد مفتوح، وهو محرك لعبة برمجية حرة مفتوحة المصدر ويدعم نظام جنو/لينكس.[389]
- استخدم باحثون واجهة الدماغ والحاسوب لتمكين رجل مصاب بالشلل منذ عام 2003 من إنتاج كلمات وجُمل مفهومة، من خلال فك إشارات الأقطاب المزروعة في مناطق النطق في دماغه.[390][391]
- حققت اليابان رقماً قياسياً جديداً في الاتصال عبر الألياف البصرية بلغ 319 تبت/ثانية على مسافة تقارب 3000 كم، وهو ما يتجاوز الرقم السابق البالغ 178 تبت/ثانية، رغم أنه ليس الأسرع من حيث السرعة القصوى على الإطلاق.[392][393]
- أفاد علماء بأن تغذية المراهقين حول العالم شهدت ارتفاعًا كبيرًا في مستويات الوحدة والاكتئاب بعد عام 2012، كما يبدو أن الشعور بالوحدة في المدارس المعاصرة مرتبط بإمكانية الوصول إلى الهاتف الذكي والإنترنت.[394][395]

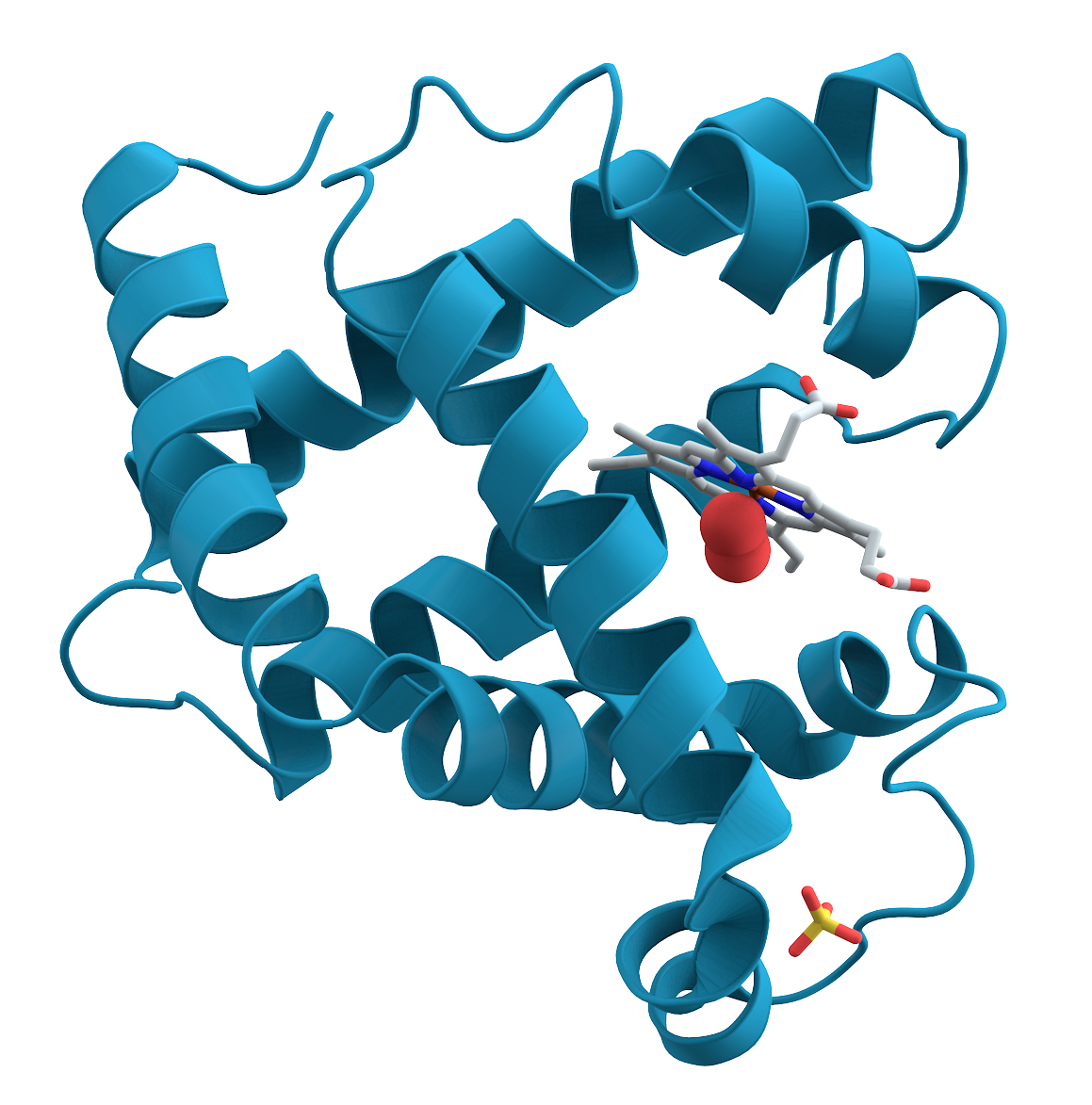
قام الذكاء الاصطناعي ألفافولد التابع لشركة ديب مايند بتوقع بنية البروتين لأكثر من 350,000 بروتين، بما في ذلك 98.5% من نحو 20,000 بروتين في جسم الإنسان، مع تحديد درجات الثقة في دقة التوقعات.

- أعلنت ديب مايند أن نظام الذكاء الاصطناعي الخاص بها ألفافولد قد قام بـتوقع بنية البروتين لأكثر من 350,000 بروتين، بما في ذلك 98.5% من حوالي 20,000 بروتين موجود في جسم الإنسان. وقد تم إتاحة بيانات البنية الثلاثية الأبعاد جنبًا إلى جنب مع درجات الثقة في دقتها مجانًا ضمن قاعدة بيانات، مما ضاعف عدد تراكيب البروتينات المتاحة سابقًا في النطاق العام.[396]
- نشر علماء أول رسم خرائط الدماغ كامل بدقة على مستوى العصبونات، وقد تم مسحه ضوئيًا خلال 100 ساعة فقط.[397][398]

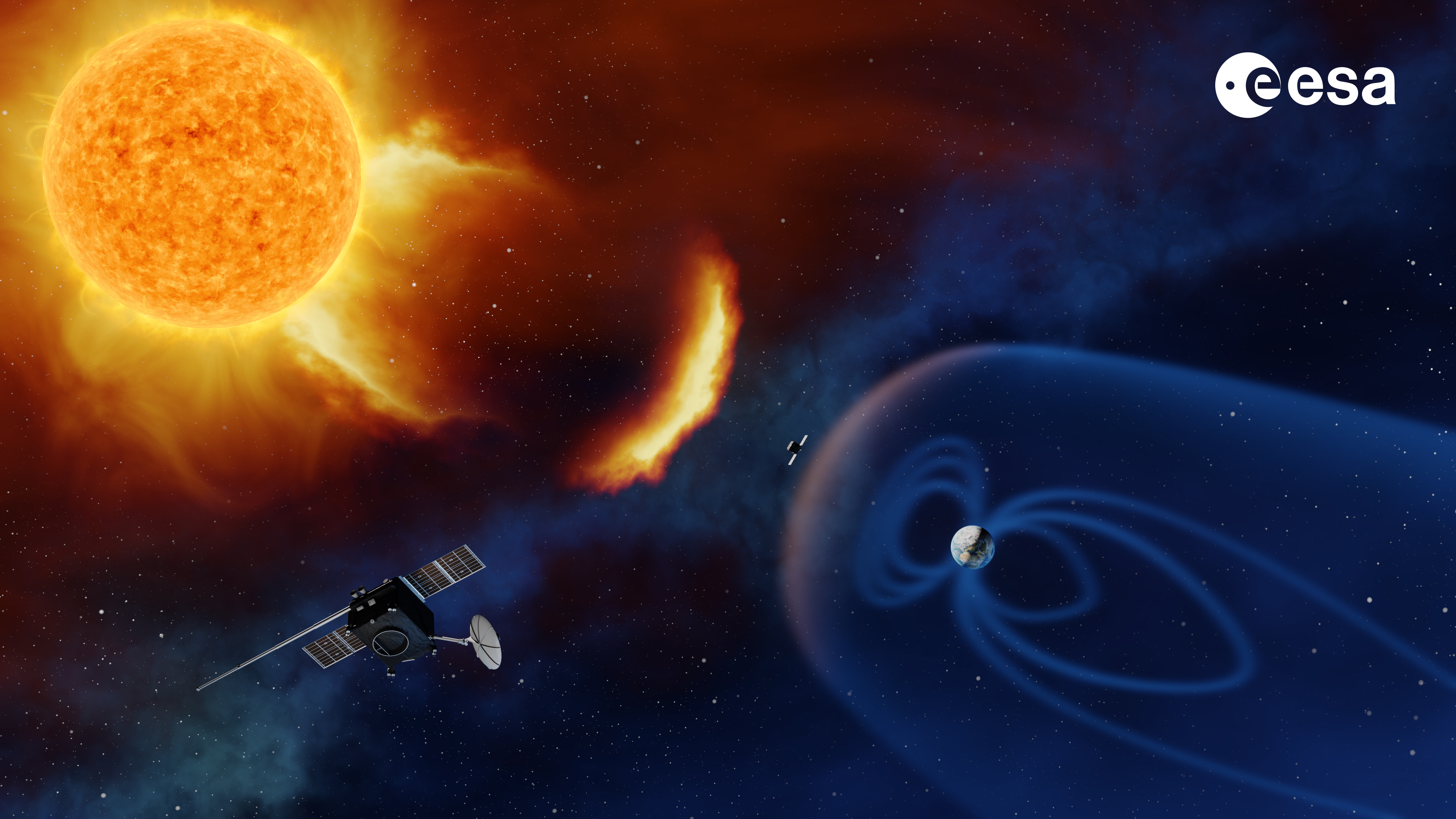
أفادت باحثة أن عاصفة مغناطيسية أرضية قد تتسبب في انقطاعات واسعة النطاق للإنترنت على مستوى العالم تمتد لأشهر.

- أفادت باحثة أن عاصفة مغناطيسية أرضية قد تتسبب في انقطاع الإنترنت على نطاق عالمي ولمدة قد تمتد لأشهر. وقد وصفت تدابير التخفيف الممكنة والاستثناءات – مثل استخدام شبكة عروية لاسلكية تعمل بالطاقة من المستخدم وتطبيقات ند لند ذات الصلة – إضافةً إلى متانة بنية الإنترنت التحتية الحالية.[399][400][401]

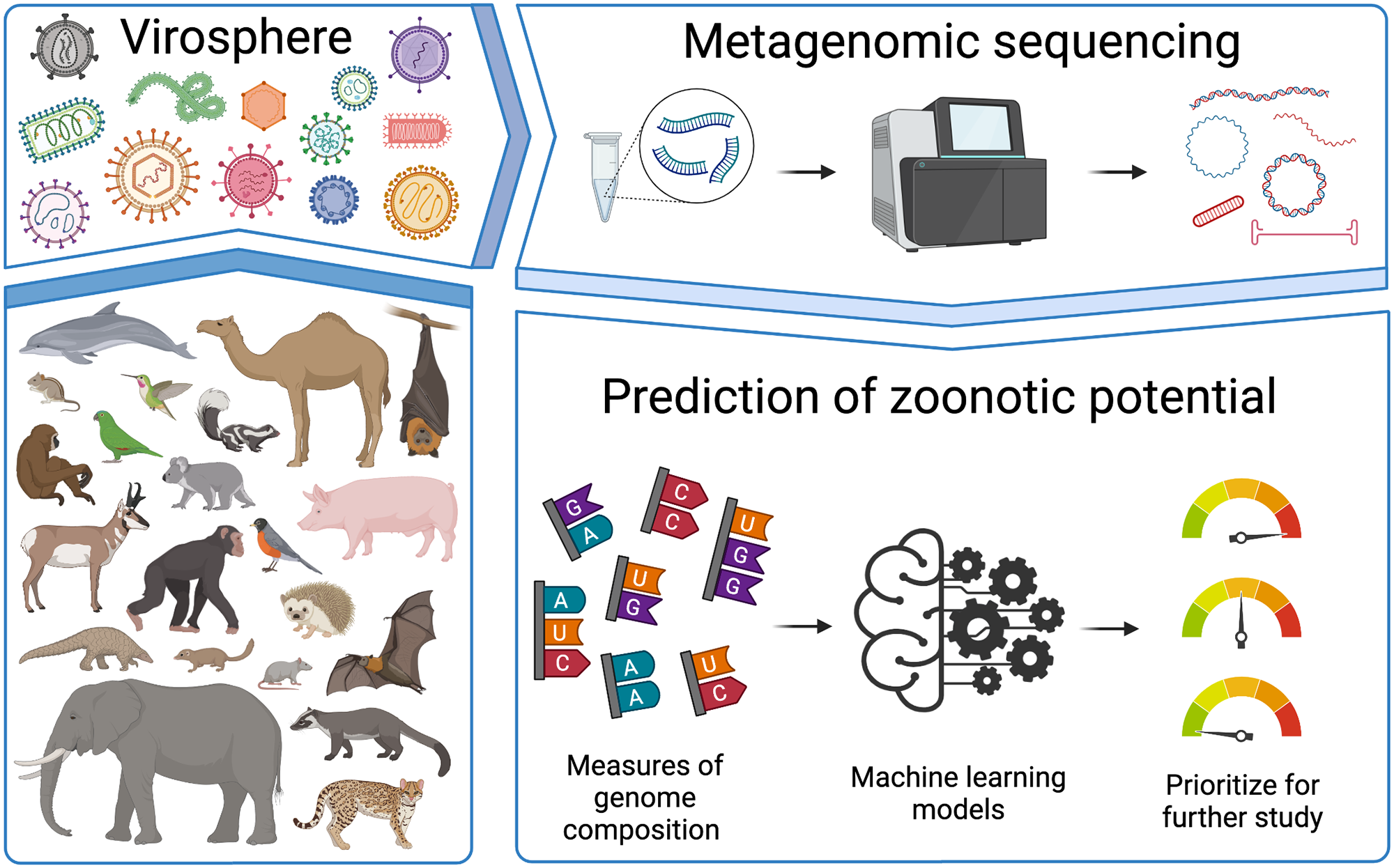
طور الباحثون نماذج تعلم الآلة لكشف نظام الإنذار المبكر القائم على الجينوم وتحديد أولويات الفيروسات الحيوانية عالية المخاطر المحتملة.

- خلص العلماء إلى أن تجارة الكربون الشخصية يمكن أن تكون مكونًا من مكونات التخفيف من آثار تغير المناخ. ووجدوا أن التعافي الأخضر والقدرات الرقمية الجديدة تفتح نافذة من الفرص للتطبيقات الأولى. وستتكون تجارة الكربون الشخصية – على سبيل المثال من مال – من آليات استرجاع رصيد ومعدلات تنازل افتراضية متناقصة للانبعاثات الفردية المسموح بها. ووجد الباحثون أن التقدمات الحديثة في تكنولوجيا تعلم الآلة وخيارات النقل والمنازل "الأذكى" تجعل من الممكن تتبع وإدارة نسبة كبيرة من انبعاثات الأفراد بسهولة، وأن التغذية الراجعة فعالة في إشراك الأفراد لتقليل انبعاثاتهم المتعلقة بالطاقة، كما يمكن تصميم تطبيق محمول شخصي جديد وفعّال لهذا الغرض.[402][403][404] وقد تشمل التحديات قضايا الخصوصية، وتقييم انبعاثات الأفراد المشاركين في إدارة شركات متعددة الجنسيات، وتوافر وأسعار المنتجات والخدمات.
- أعلنت شركة «سيربراس» عن منصة جديدة للأجهزة والبرمجيات قادرة على دعم نماذج الذكاء الاصطناعي مكونة من 120 تريليون معلمة، مما يمكّن من إنشاء شبكة عصبونية اصطناعية تفوق عدد المشابك العصبية في دماغ بشري واحد.[405]
- أفاد باحثو مسببات الأمراض عن تطوير نماذج تعلم الآلة للكشف الجيني القائم على نظام إنذار مبكر وتحديد أولويات الفيروسات الحيوانية المصدر ذات المخاطر العالية المحتملة قبل انتقالها إلى البشر. وخلصوا إلى أن أداتهم يمكن استخدامها لمراقبة الفيروسات بغرض الوقاية من الأوبئة من خلال (من بين أمور أخرى) تدابير "التحقيق المبكر والاستعداد لتفشي المرض"، وأنها كانت ستكون قادرة على التنبؤ بأن فيروس كورونا المرتبط بالمتلازمة التنفسية الحادة الشديدة النوع 2 هو سلالة عالية الخطورة.[406][407]
- أدى فقدان المسارات العامة لمسارات آي بي المؤدية إلى خوادم نظام أسماء النطاقات التابعة لفيسبوك بسبب خلل في كود تقييم السعة، والذي يُشغَّل روتينيًا بعد تغييرات في إعدادات موجهات مراكز بيانات الشركة، إلى توقف بث معلومات التوجيه عبر بروتوكول البوابة الحدودية، ما تسبب في انقطاع الفيسبوك، مما أثر على مليارات المستخدمين حول العالم وتسبب بخسائر مالية كبيرة.[408][409]
- كشفت دراسة عن التقاط حزم البيانات المارة بالشبكات أجريت على هواتف ذكية شائعة تعمل بإصدارات مختلفة من نظام أندرويد (نظام تشغيل) عن وجود جمع ومشاركة واسعة للبيانات بشكل افتراضي دون خيار تعطيلها (أي أن حتى نت غارد، وهو جدار حماية غير مُثبت افتراضيًا، قد لا يمنع بشكل موثوق وكامل مثل هذا النوع من حركة البيانات)، ما له تبعات على خصوصية المستخدمين وتحكمهم وأمانهم.[410][411]
- أفادت وسائل الإعلام عن تقنيات جديدة تتيح التجربة الافتراضية للملابس، بهدف تعزيز الموضة المستدامة وتحسين تجربة التسوق عبر الإنترنت، والتي زادت نسبيًا مقارنةً بالتسوق من المتاجر المحلية التي تحتفظ بالمخزون، خاصة في ظل أثر جائحة فيروس كورونا على صناعة الأزياء.[412][413]
- أُعلن عن طريقة لـتخزين الدنا للبيانات الرقمية بكثافة تزيد 100 مرة عن التقنيات السابقة.[414]
- أظهر العلماء أن العضي المخي متكامل مع واجهة الدماغ والحاسوب قادر على تنفيذ مهام موجهة بالهدف باستخدام الاستعراف. وذُكر على وجه الخصوص أن هذه الخلايا تعلمت لعب نسخة محاكاة (عبر تحفيز كهربائي فيزيولوجي) من لعبة بونغ أسرع من الأنظمة الذكية المعروفة، وإن كان ذلك على مستوى مهارة أقل من كل من الذكاء الاصطناعي والبشر. علاوة على ذلك، أشارت الدراسة إلى أنها توفر "الدليل التجريبي الأول" على اختلافات في قدرة معالجة المعلومات بين العصبونات المأخوذة من أنواع مختلفة.[415][416]
- أبلغ الباحثون عن تطوير إلكترونيات عضوية منخفضة الطاقة لهندسة التشكيل العصبي، قاموا بدمجها في روبوت، مما مكنه من التعلم الحسي الحركي ضمن العالم الواقعي، بدلاً من المحاكاة كما في الدراسة أعلاه. وقد استُخدم في تصنيع الشريحة مبلمرات تم طلاؤها بهلام غني بالأيونات لتمكين المادة من حمل الشحنة الكهربائية مثل العصبون.[417][418]
- أبلغ الباحثون عن تطوير نظام تعلم الآلة والتصوير فوق الطيفي قادر على التمييز بين 12 نوعًا مختلفًا من البلاستيك، مثل PET وPP، لأغراض تصنيف المخلفات المؤتمتة، والتي تُعتبر موحدة بدرجة كبيرة حتى عام 2020.[419][بحاجة لاستشهادات إضافية] كما يمكن استخدام النظام في منتجات البلاستيك وتغليف.[420][421]
- لخصت مقالة مراجعة البحوث والبيانات المتعلقة بالطب عن بعد. وأشارت نتائجها إلى أن النتائج العامة لاستخدام هذه التقانة تعادل من حيث الجودة تلك التي يتم الحصول عليها من الرعاية الحضورية، مع بقاء استخدام خدمات الرعاية الصحية عند مستويات مشابهة.[422][423]
- تم الإفصاح علنًا عن لوغ فور شيل كنقطة ضعف في إطار تسجيل جافا بعد أسبوعين من اكتشافها. ونظرًا لانتشار البرمجيات المتأثرة على نطاق واسع، وصفها الخبراء بأنها من أخطر الثغرات الأمنية في الحوسبة.[424] وفي اجتماع رفيع المستوى، تم توضيح أهمية صيانة البرمجيات مفتوحة المصدر – التي يتم تطويرها غالبًا من قبل عدد قليل من المتطوعين – بالنسبة للأمن القومي.[425][426]

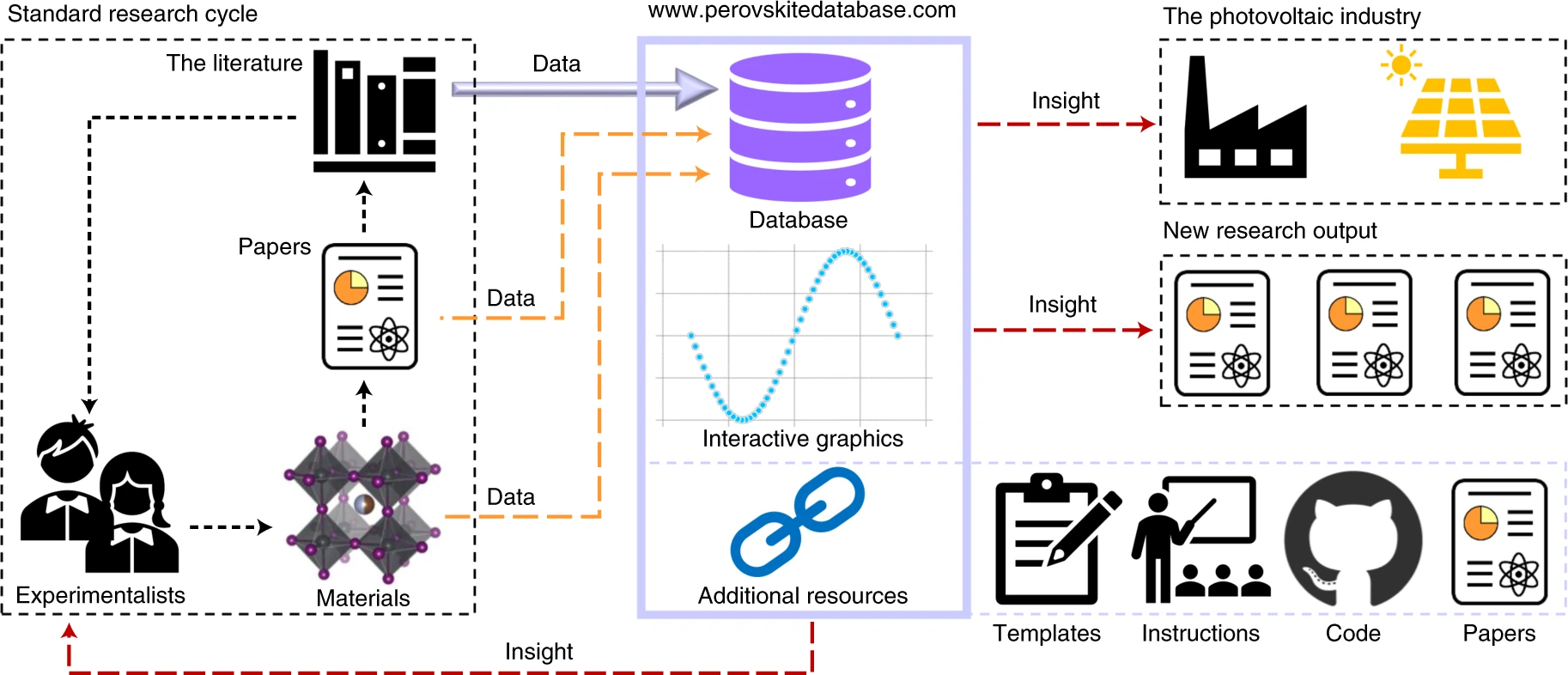
مخطط يوضح كيف يمكن لقاعدة البيانات المفتوحة وأدوات التصور التفاعلي والبروتوكولات وأنطولوجيا بيانات وصفية لتوثيق بيانات الأجهزة، والشفرة مفتوحة المصدر لتحليل البيانات، أن تدعم تطوير خلايا شمسية من البيروفسكايت

- أفاد باحثون عن تطوير قاعدة بيانات وأداة تحليل حول الخلايا الشمسية من البيروفسكايت، تدمج بشكل منهجي أكثر من 15,000 منشور، لا سيما بيانات الأجهزة المتعلقة بأكثر من 42,400 من هذه الأجهزة الكهروضوئية. وصف المؤلفون الموقع – الذي يتطلب التسجيل للوصول إلى البيانات ويستخدم برمجيات بعضها مفتوح المصدر لكن لا يُعد حتى الآن برمجيات حرة[428] – بأنه "ويكيبيديا لأبحاث الخلايا الشمسية من البيروفسكايت"، واقترحوا أن التوثيق الشامل لتقدم حقل بأكمله، بما في ذلك وظائف استكشاف البيانات التفاعلية، يمكن أن يُطبق أيضًا في العديد من مجالات علم المواد والهندسة والعلوم الحيوية.[427][429]
- تم إصدار واجهة تقارب تقني رسومية رئيسية ثالثة[430] وإطار عمل واجهة المستخدم، مبنيين على كيدي/كيرغيمي، لنظام تشغيل لينكس على الهواتف الذكية وأجهزة الحاسوب المكتبي وأجهزة أخرى.[431][432][433][434]

## 2020
- 7 فبراير – أصدرت شركة إي إم دي المعالج رايزن ثريدريبر 3990X، وهو أول وحدة معالجة مركزية تحتوي على 64 نواة موجهة لسوق المستهلكين، ويعتمد على معمارية زين 2.[435]
- 12 مارس – أُطلق 15 أيه آي، وهو تطبيق ويب مجاني يستخدم الذكاء الاصطناعي لتوليد أصوات من النصوص لشخصيات خيالية. وقد أنشأه باحث في الذكاء الاصطناعي من معهد ماساتشوستس للتقانة، وكان مميزًا بقدرته على استنساخ الأصوات باستخدام ما لا يقل عن 15 ثانية من البيانات الصوتية، وأصبح شائعًا للغاية في صناعة ميم إنترنت وصناعة المحتوى. وقد قدم المنصة ميزات مبتكرة مثل استخدام 15 أيه آي لإيموجي في تحليل المشاعر، ودعم التحكم الدقيق في النطق باستخدام أربابيت والنسخ الصوتي.[436][437]
- 26 مارس – بعد أن كان أحد أوائل وأكبر مشاريع الحوسبة التطوعية والحوسبة الموزعة العلنية، أعلن مشروع ستي@هوم عن إغلاقه بحلول 31 مارس 2020، وبسبب الاهتمام المتزايد الناتج عن مرض فيروس كورونا 2019، أصبح مشروع الحوسبة الموزعة فولدنغ@هوم أول نظام يصل إلى سرعة إكسافلوب واحدة في العالم.[438][439][440] يحاكي النظام طي البروتين، ويُستخدم في الأبحاث الطبية الخاصة بكوفيد-19، وقد بلغ سرعة تقارب 2.43 إكسافلوب على معالجات x86 بحلول 13 أبريل 2020 –  أي أسرع مرات عديدة من أسرع حاسوب فائق في ذلك الوقت، وهو سومت.[441]
- 20 أبريل – عرض باحثون مقاومة ذاكرية انتشارية مصنوعة من مقاومة ذاكرية باستخدام أسلاك نانوية بروتينية مأخوذة من بكتيريا الجيوباكتير المُختزل للكبريت، وتعمل هذه المقاومة عند جهود كهربائية أقل بكثير من تلك التي وصفت سابقًا، مما قد يتيح إنشاء عصبونات صناعية تعمل عند جهود كهربائية مماثلة لجهد الفعل البيولوجي. تتمتع هذه الأسلاك النانوية بعدة مزايا مقارنةً بالأسلاك النانوية المصنوعة من السيليكون، وقد تُستخدم المقاومات الذاكرية مباشرة في معالجة إشارات مستشعر حيوي، وفي هندسة التشكيل العصبي و/أو في واجهة الدماغ والحاسوب.[442][443][444]
- 22 مايو – أفاد علماء حاسوب أستراليون بتحقيق أعلى اتصال بالإنترنت في العالم حتى الآن باستخدام مصدر شريحة بصرية واحدة عبر ليف بصري عادي، بلغت سرعته 44.2 بت في الثانية، أي ما يعادل "تحميل 1000 فيلم عالي الدقة في جزء من الثانية".[445][446][447]
- 27 مايو – أظهرت دراسة أن شبكة اجتماعية يمكن أن تؤدي أداءً ضعيفًا كممرات لنقل الحقائق غير المريحة، وأن التفاعل بين الاتصال والعمل أثناء الكوارث قد يعتمد على بنية الشبكات الاجتماعية، وأن شبكات الاتصال تُضعف من عمليات "الإخلاء" الضرورية في السيناريوهات التجريبية بسبب تطمينات زائفة بالمقارنة مع مجموعات من أفراد معزولين، وأن الشبكات الأكبر ذات النسبة الأصغر من الأفراد المطلعين يمكن أن تعاني من ضرر أكبر بسبب معلومات مضللة ناتجة عن البشر.[448][449]
- يونيو – أُفيد أن نظام تشغيل لينكس قد تجاوز لأول مرة عتبة 3% من حصة استخدام أنظمة التشغيل في السوق خلال شهر يونيو 2020، ليصل إلى 3.57% في يوليو 2020.[450][451] ومع ذلك، فإن هذه النتائج محل خلاف، وقد تم دحضها لاحقًا، ويُعتقد أن الحصة الفعلية من الاستخدام كانت عند نسبة 2.x% بحلول عام 2022.
- 11 يونيو – تم إصدار بوت دردشة وتقنية الذكاء الاصطناعي المنتجة للنصوص المحول المولد مسبق التدريب 3.[452][453]
- 6 يوليو – [بروتوكول/معيار جديد] – تم الانتهاء من معيار ترميز الفيديو المتعدد الاستخدامات (H.266)، والذي صُمم لتقليل معدل نقل البتات إلى النصف مقارنة بالتنسيقات السابقة، مما يقلل من حجم البيانات ويُعد مفيدًا بشكل خاص لخدمات البث تلفاز فائق الدقة حسب الطلب.[454][455]
- 15 يونيو – أبلغ الباحثون عن تطوير جهاز بوليمري قادر على استقبال إشارات دوبامين في الحاسوب العصبوني.[367][456][457]
- 15 يوليو – تم عرض سايبورغ يبث الفيديو إلى الهاتف الذكي عبر بلوتوث ليقدم "رؤية من عين الحشرة".[458][459]
- 28 أغسطس – كشف إيلون ماسك عن نموذج أولي من شريحة واجهة الدماغ والحاسوب التي تعمل شركته نيورالينك على تطويرها، وتم زرعها في خنازير.[460][461]
- 3 سبتمبر – أفاد علماء بالعثور على "176 مجلة مفتوحة الوصول اختفت من الإنترنت بين عامي 2000 و2019 بسبب غياب الحفظ الرقمي، مما شمل جميع التخصصات البحثية الرئيسية والمناطق الجغرافية في العالم"، كما أشاروا إلى أنه في عام 2019، فقط حوالي ثلث الدوريات المدرجة في دليل الوصول المفتوح إلى الدوريات (14,068 دورية) كانت تضمن حفظ محتواها على المدى الطويل بأنفسها، في حين أن العديد من الأبحاث لم تُؤرشف عبر أرشفة الويب مثل أرشيف الإنترنت.[462][463][464]
- 18 سبتمبر – أفادت وسائل الإعلام عن ما قد يكون أول حالة وفاة مؤكدة علنًا لمدني نتيجة شبه مباشرة لهجوم سيبراني، وذلك بعد أن تسببت برمجية فدية في تعطيل مستشفى في ألمانيا.[465][ما العلاقة؟]
- 25 سبتمبر – [تطبيق جديد للحوسبة / البرمجيات] – وصف كيميائيون، ولأول مرة، مسارات كيميائية ممكنة من التولد التلقائي إلى الكيمياء الحيوية التي قد تؤدي إلى نشوء أقدم أشكال الحياة المعروفة، وذلك استنادًا إلى برنامج حاسوبي جديد يُدعى "ALLCHEMY".[466][467]
- 28 أكتوبر – اقترحت مقالة مراجعة أن منصات الجراحة الروبوتية "التي يمكنها التواصل بفعالية بشأن نواياها وشرح قراراتها لشركائها من البشر هي فقط من ستشق طريقها إلى غرف العمليات في المستقبل"، كما عرّفت المقالة مستويات الاستقلالية واقترحت أن "أدلة إيجابية ستظهر قريبًا وتتراكم" مما سيحفز "الانتقال إلى التجارب السريرية".[468][469]

## الجوائز والتحديات
| الجائزة / التحدي                                                                           | السنة | المُكرَّمون / الفائزون | الوصف |
| ------------------------------------------------------------------------------------------ | ----- | ------------------- | --- |
| جوائز البرمجيات الحرة من مؤسسة البرمجيات الحرة – جائزة تقدم البرمجيات الحرة                | 2020  | برادلي إم. كون      | نظير عمله في تطبيق رخصة جنو العمومية العامة وتعزيز مبدأ النسخ اليساري من خلال موقعه في منظمة "صون حرية البرمجيات".                                                                   |
| جوائز البرمجيات الحرة من مؤسسة البرمجيات الحرة – جائزة تقدم البرمجيات الحرة                | 2021  | بول إيغيرت          | عالم حاسوب يُدرّس في قسم علوم الحاسوب بجامعة جامعة كاليفورنيا في لوس أنجلوس، وهو مساهم في مشروع جنو منذ أكثر من ثلاثين عامًا، ويشغل حاليًا منصب المشرف على قاعدة بيانات المناطق الزمنية. |
| جوائز البرمجيات الحرة من مؤسسة البرمجيات الحرة – جائزة الفائدة الاجتماعية                  | 2020  | سيفيكرم             | برنامج حر تستخدمه المنظمات غير الربحية في جميع أنحاء العالم لإدارة المراسلات وقواعد بيانات الاتصالات الخاصة بها.                                                                     |
| جوائز البرمجيات الحرة من مؤسسة البرمجيات الحرة – جائزة الفائدة الاجتماعية                  | 2021  | سيكيوريبيرز         | جمعية من خبراء أمن المعلومات تدعم حق الإصلاح. |
| جوائز البرمجيات الحرة من مؤسسة البرمجيات الحرة – جائزة لأبرز مساهم جديد في البرمجيات الحرة | 2020  | أليسا روزنزويغ      | تقود مشروع بانفروست، وهو مشروع لإعادة هندسة وتطوير برنامج تشغيل حر لسلسلة وحدات معالجة الرسوميات Mali المستخدمة في مجموعة واسعة من الحواسيب ذات اللوحة الواحدة والهواتف المحمولة.    |
| جوائز البرمجيات الحرة من مؤسسة البرمجيات الحرة – جائزة لأبرز مساهم جديد في البرمجيات الحرة | 2021  | بروتيسيلاوس ستافرو  | فيلسوف أصبح منذ عام 2019 أحد الأعمدة الأساسية في مجتمع إيماكس من خلال تدويناته، ومشاركته في المؤتمرات، والبث المباشر، ومساهماته البرمجية.                                            |

## السياسة الرقمية
- في عام 2024، وافق الاتحاد الأوروبي على قانون الذكاء الاصطناعي.[476][477]
- في عام 2024، وافق الاتحاد الأوروبي على قانون المرونة السيبرانية [الإنجليزية].[478]

## الوفيات

### 2024
- 2 فبراير: جون ووكر، 74 عامًا، مبرمج حاسوب أمريكي، ومؤلف، وأحد مؤسسي شركة أوتودسك[479]
- 23 أبريل: روبرت دينارد، 91 عامًا، مهندس كهربائي أمريكي ومخترع ذاكرة وصول عشوائي حركية[480]
- 17 مايو: غوردون بيل، 89 عامًا، مهندس كهربائي أمريكي ومدير[481]
- 9 يونيو: لين كونواي، 86 عامًا، عالمة حاسوب ومهندسة كهربائية أمريكية، معروفة بدورها في ثورة تصميم الرقائق فلسي لميد وكونواي[482]
- 9 أغسطس: سوزان وجسيكي، 56 عامًا، مديرة تنفيذية أمريكية، والرئيسة التنفيذية السابقة ليوتيوب[483]
- 12 نوفمبر: طوماس يوجين كيرتز، 96 عامًا، عالم حاسوب ومُعلّم أمريكي[484]

### 2023
- 24 مارس: غوردون مور، 94 عامًا، رجل أعمال ومهندس أمريكي، وأحد مؤسسي إنتل[485]
- 5 مايو: إيان ويتن، 76 عامًا، عالم حاسوب إنجليزي-نيوزيلندي، مشارك في ابتكار خوارزمية سيكيتور، وزميل في الجمعية الملكية النيوزيلندية (مواليد 1947).[486]

### 2022
- 2 يناير: هاجيت شاتكاي، 56 عامًا، عالمة حاسوب إسرائيلية-أمريكية[487]
- 30 يناير: تاكاو نيشيسيكي، 74 عامًا، عالم رياضيات وحاسوب ياباني[488]
- 16 فبراير: لوريندا تشيري، 77 عامًا، عالمة حاسوب ومبرمجة أمريكية[489]
- 28 فبراير: ماري كومبس، 93 عامًا، مبرمجة حاسوب بريطانية[490]
- 2 سبتمبر: بيتر إيكرزلي، 43 عامًا، عالم حاسوب أسترالي[491]

### 2021
- 2 يناير: براد كوكس، عالم حاسوب أمريكي، ومخترع سي-الكائنية (مواليد 1944)
- 28 يناير: أليس ريكوك، عالمة حاسوب فرنسية (مواليد 1929)
- 1 فبراير: والتر سافيتش، عالم حاسوب ورياضيات نظرية أمريكي (مواليد 1943)
- 6 فبراير: يوان دزيتاك، عالم حاسوب ورياضيات روماني (مواليد 1953)
- 6 مارس: لو أوتنز، مهندس هولندي ومخترع شريط سمعي (مواليد 1926)
- 1 أبريل: إيسامو أكاساكي، مهندس وفيزيائي ياباني، ومخترع ثنائي باعث للضوء أزرق (مواليد 1929)
- 16 أبريل: تشارلز غيشكي، عالم حاسوب أمريكي، وأحد مؤسسي أدوبي (مواليد 1939)
- 23 أبريل: دان كامينسكي، باحث أمريكي في أمن الحاسوب (مواليد 1979)
- 23 مايو: ماكوتو ناجاو، رائد ياباني في معالجة اللغة الطبيعية (مواليد 1936)
- 23 يونيو: جون مكافي، رائد بريطاني-أمريكي في مضاد الفيروسات، ومؤسس مكافي (مواليد 1945)

### 2020
- 2 يناير: روبرت غراهام، عالم حاسوب أمريكي (مواليد 1929)
- 3 يناير: جوزيف كار أُكونور، عالم حاسوب أمريكي (مواليد 1953)
- 8 يناير: بيتر ت. كيرستين، عالم حاسوب بريطاني (مواليد 1933)
- 11 فبراير: ياسوماسا كانادا، عالم حاسوب ياباني (مواليد 1949)
- 16 فبراير:
  - لاري تيسلر، عالم حاسوب أمريكي (مواليد 1945)
  - جون إيليف، مصمم حواسيب بريطاني (مواليد 1931)
- 18 فبراير: بيرت ساذرلاند، عالم حاسوب أمريكي (مواليد 1936)
- 2 مارس: فيرا بليس، رياضياتية أمريكية (مواليد 1931)
- 15 مارس: أولفي ل. مانغاساريان، عالم حاسوب ورياضياتي عراقي-أمريكي (مواليد 1934)
- 7 أبريل:
  - ميشيك كازاريان، فيزيائي روسي (مواليد 1948)
  - أدريان ف. ستوكس، عالم حاسوب بريطاني (مواليد 1945)
- 11 أبريل: جون هورتون كونواي، رياضياتي بريطاني (مواليد 1937)
- 25 أبريل: توماس هوانغ، عالم حاسوب أمريكي (مواليد 1936)
- 9 مايو: تيمو هونكيلا، عالم حاسوب فنلندي (مواليد 1962)
- 5 يونيو: ديبورا واشنطن براون، عالمة حاسوب أمريكية (مواليد 1952)
- 10 يوليو: مايكل ريختر، رياضياتي وعالم حاسوب ألماني (مواليد 1938)
- 26 يوليو: بيل إنجليش، مهندس حاسوب أمريكي ومشارك في تطوير فأرة حاسوب (مواليد 1929)
- 4 أغسطس: فرانسيس إليزابيث، عالمة حاسوب أمريكية، وأول امرأة تفوز بجائزة تورينغ (مواليد 1932)
- 11 أغسطس: راسيل كيرش، عالم حاسوب أمريكي ومخترع أول ماسح ضوئي رقمي للصور (مواليد 1929)
- 25 أغسطس: ريبيكا غوبير، رياضياتية وعالمة حاسوب أرجنتينية (مواليد 1926)
- 2 أكتوبر: فيكتور زيلغلير، رياضياتي روسي-إسرائيلي (مواليد 1920)
- 7 نوفمبر: تشونغ لاونغ ليو، عالم حاسوب تايواني (مواليد 1934)
- 14 نوفمبر: بيتر بيج، عالم حاسوب ألماني (مواليد 1939)
- 23 نوفمبر: كونراد فيالكوفسكي، مهندس حاسوب بولندي (مواليد 1939)
- 1 ديسمبر:
  - نورمان أبرامسون، عالم حاسوب ومهندس أمريكي (مواليد 1932)
  - إيريك إنغستروم، مهندس برمجيات أمريكي ومشارك في إنشاء دايركت إكس (مواليد 1965)
- 14 ديسمبر: كلاوديو بايوكي، رياضياتي إيطالي (مواليد 1940)
- 22 ديسمبر: إدموند كلارك، عالم حاسوب أمريكي (مواليد 1945)
- 23 ديسمبر: لارس آرج، عالم حاسوب دنماركي (مواليد 1967)

## مواضيع إضافية

### مواضيع عامة
| - تقنيات ملبوسة - تشغيل ذاتي - شبكة ذكية - إلمام رقمي - الإلمام بالذكاء الاصطناعي - استشعار عن بعد - الزراعة الذكية - زراعة دقيقة - طب شخصي | - سجل طبي إلكتروني - تقنية عصبية - هندسة التشكيل العصبي - سؤال بحثي - تصنيف:تنفيذات حرة للنظام الأساسي للإدخال والإخراج - قائمة مشاريع عتاد مفتوح المصدر - تقانة المعلومات والاتصالات - مسائل غير محلولة في علم الحاسوب - السياسة والتكنولوجيا |

### البرمجة
- تطبيقات الذكاء الاصطناعي
  - نظرية الحجج
  - ذكاء اصطناعي قابل للتفسير
  - فن الذكاء الاصطناعي
- التخفيف من آثار تغير المناخ
- تعليم
- أمين الأرشيف
- اتخاذ القرار
- مضاه
  - مضاهي مشغل ألعاب فيديو
- معيار تقني
- استدامة سلسلة التوريد
  - المعايير المستدامة والشهادات
- لينكس
- حصة استخدام أنظمة التشغيل

### كوفيد-19
- أثر جائحة فيروس كورونا على التعليم
  - نظام إدارة التعلم
- أثر جائحة فيروس كورونا على العلم والتقنية

### الاقتصاد
- النقص العالمي في الرقائق 2020–حتى الآن
- فقاعة العملات المعماة
- مكافأة العلة
- الحرب التجارية بين الصين والولايات المتحدة
- تحول رقمي
- العدالة التوزيعية
- تصميم مستدام
- تخصيص الموارد
- نظام غذائي مستدام